# Siebenjähriger Krieg
Europäischer Kriegsschauplatz:
Pirna* – Lobositz* – Prag* – Kolin* – Hastenbeck** – Groß-Jägersdorf* – Moys* – Hastenbeck* – Roßbach* – Breslau* – Leuthen* – Rheinberg** – Krefeld** – Domstadtl* – Olmütz* – Mehr** – Zorndorf* – Saint-Cast – Hochkirch* – Bergen** – Kay* – Minden** – Kunersdorf* – Lagos*** – Hoyerswerda* – Bucht von Quiberon*** – Maxen* – Koßdorf* – Landeshut* – Emsdorf** – Warburg** – Liegnitz* – Berlin* – Kloster Kampen** – Torgau* – Döbeln* – Vellinghausen** – Ölper** – Burkersdorf* – Reichenbach* – Freiberg*
(* Dritter Schlesischer Krieg, ** westlicher Kriegsschauplatz – Großbritannien/Kur-Hannover u. a. Alliierte gegen Frankreich, *** Seeschlacht)
Amerikanischer Kriegsschauplatz:
Siebenjähriger Krieg in Nordamerika und der Karibik
Monongahela – Lake George – Carillon – La Belle Famille – Québec – Beauport – Abraham-Ebene – Sainte-Foy – Restigouche – Tacky’s Rebellion – Belagerung von Havanna – Pontiac-Aufstand
Asiatischer Kriegsschauplatz:
Dritter Karnatischer Krieg
Kalkutta – Chandannagar – Plassey – Cuddalore – Negapatam – Condore – Madras – Masulipatam – Pondicherry I – Chinsurah – Wandiwash – Pondicherry II – Manila – Palaris-Aufstand

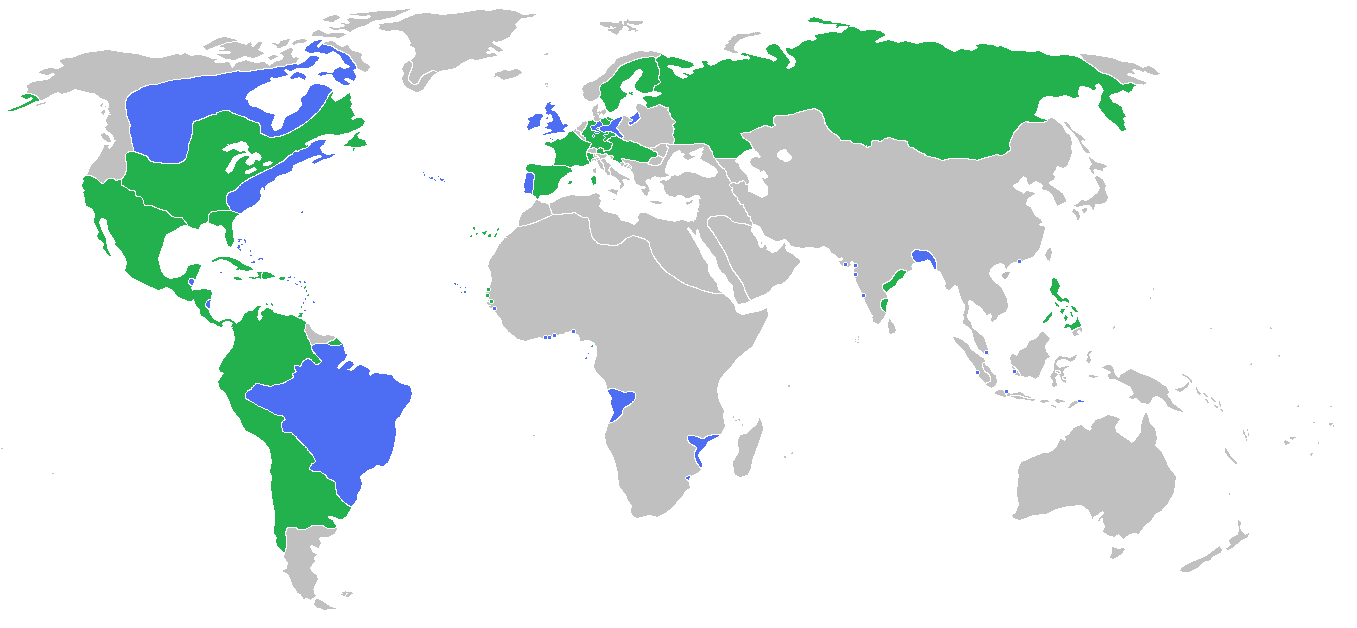
Allianzen und Territorien der Beteiligten des Siebenjährigen Krieges
Großbritannien, Preußen, Portugal und Verbündete
Frankreich, Spanien, Österreich, Russland, Schweden und Verbündete

Im Siebenjährigen Krieg von 1756 bis 1763 kämpften alle europäischen Großmächte jener Zeit um ein Mächtegleichgewicht und territoriale Gewinne in Europa, um Kolonien und Einfluss in Nordamerika, Indien und Afrika, um die Herrschaft über die transatlantischen Seewege sowie um Handelsvorteile. Im Wesentlichen standen Preußen und Großbritannien einer Allianz aus der Habsburgermonarchie mit dem Heiligen Römischen Reich sowie Frankreich, Russland und Spanien gegenüber. Als Verbündete kamen auf beiden Seiten weitere kleinere und mittlere Staaten wie Kurhannover und Kursachsen hinzu.
Während Preußen, Habsburg, Frankreich und Russland primär um ihre Machtposition in Mitteleuropa stritten, ging es im Teilkonflikt zwischen Großbritannien und Frankreich auch um die Vorherrschaft in Nordamerika und Indien. In Preußen wurde der Siebenjährige als dritter Schlesischer Krieg gesehen, da die primären Ziele des Landes die Selbstbehauptung und die Sicherung der in den 1740er Jahren eroberten schlesischen Gebiete waren. In Nordamerika dagegen sprachen die Briten vom French and Indian War oder vom Great War for the Empire, die Franzosen von La guerre de la Conquête. Die britische Invasion der Philippinen im Jahre 1762 hieß aus spanischer Sicht Ocupación británica de Manila. Die Kampfhandlungen auf dem indischen Subkontinent werden als Dritter Karnatischer Krieg bezeichnet.
Da der Krieg in Mitteleuropa, Portugal, Nordamerika, Indien, der Karibik sowie auf den Weltmeeren ausgefochten wurde, sehen Historiker ihn gelegentlich auch als Ersten Weltkrieg an. Obgleich sich auf den verschiedenen Kriegsschauplätzen auch neue Strategien der Kriegsführung etablierten, gilt der Konflikt als einer der letzten Kabinettskriege.
Er endete im Februar 1763, als die beteiligten Staaten die Friedensverträge von Paris und von Hubertusburg abschlossen. Als Ergebnis stieg Preußen zur fünften europäischen Großmacht auf, was den Dualismus mit Österreich vertiefte. Frankreich hingegen verlor seine vorherrschende Stellung in Kontinentaleuropa und große Teile seiner Kolonialgebiete in Nordamerika und Indien an Großbritannien, das damit zum dominierenden Weltreich wurde.

## Vorgeschichte

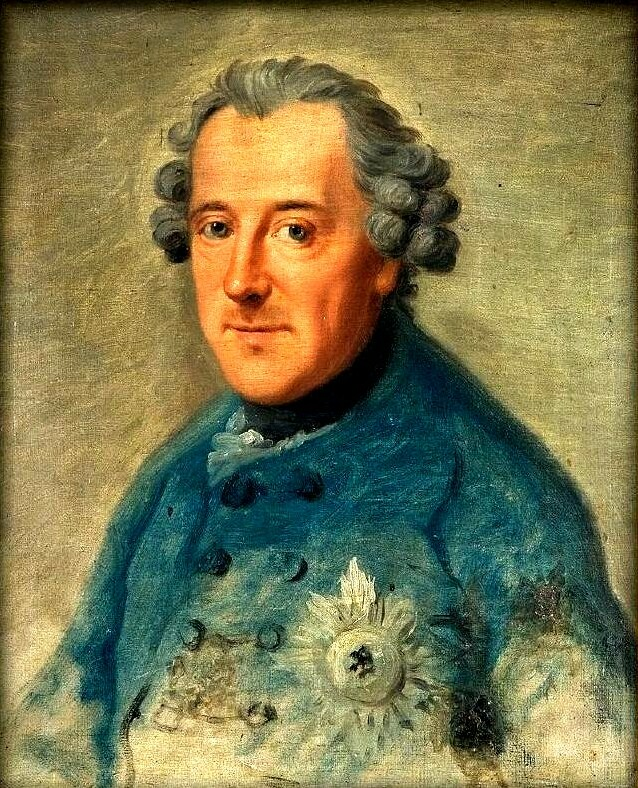
Friedrich II. von Preußen,
Ölskizze von Johann Georg Ziesenis, 1763

Am 18. Oktober 1748 hatte der Frieden von Aachen den Österreichischen Erbfolgekrieg (1740–1748) beendet, ohne dabei das Konfliktpotenzial zwischen den Großmächten zu beseitigen. Daraufhin bestimmten folgende Ziele die außenpolitischen Handlungen der verschiedenen Staaten:
- Preußen hatte unter Friedrich II. die österreichische Provinz Schlesien erobert und versuchte, sie mittels eines Bündnissystems gegen eine mögliche Rückeroberung zu behaupten.
- Österreich unter Maria Theresia verfolgte das Ziel der Rückeroberung Schlesiens. Um den Erfolg zu gewährleisten, versuchte der Kanzler Wenzel Anton Graf Kaunitz (1711–1794) zunächst, den preußischen König Friedrich II. (1712–1786) außenpolitisch zu isolieren.
- Russland war unter der Herrschaft der Zarin Elisabeth (1709–1762) an einer Expansion nach Westen interessiert, wobei ihr Augenmerk auf Semgallen und Kurland gerichtet war. Beide standen unter polnischer Oberhoheit. Für deren Abtretung an Russland wollte Elisabeth das eigentliche Königreich Preußen (später Ostpreußen) besetzen, um es Polen als Tauschobjekt anzubieten.[3] So kam ihr der Krieg gegen Friedrich, für den Österreich Verbündete suchte, gerade recht.
- Großbritannien sah in Frankreich seinen Hauptkonkurrenten und versuchte, es vor allem in den Kolonien zu schwächen. Da Georg II. in Personalunion auch Kurfürst von Hannover war, musste er zugleich versuchen, diese Herrschaft gegen einen möglichen französischen Angriff zu sichern.
- Frankreich unter Ludwig XV. sah seinerseits in Großbritannien seinen Hauptgegner, wünschte jedoch einen Krieg noch hinauszuzögern, um sich besser vorbereiten zu können.

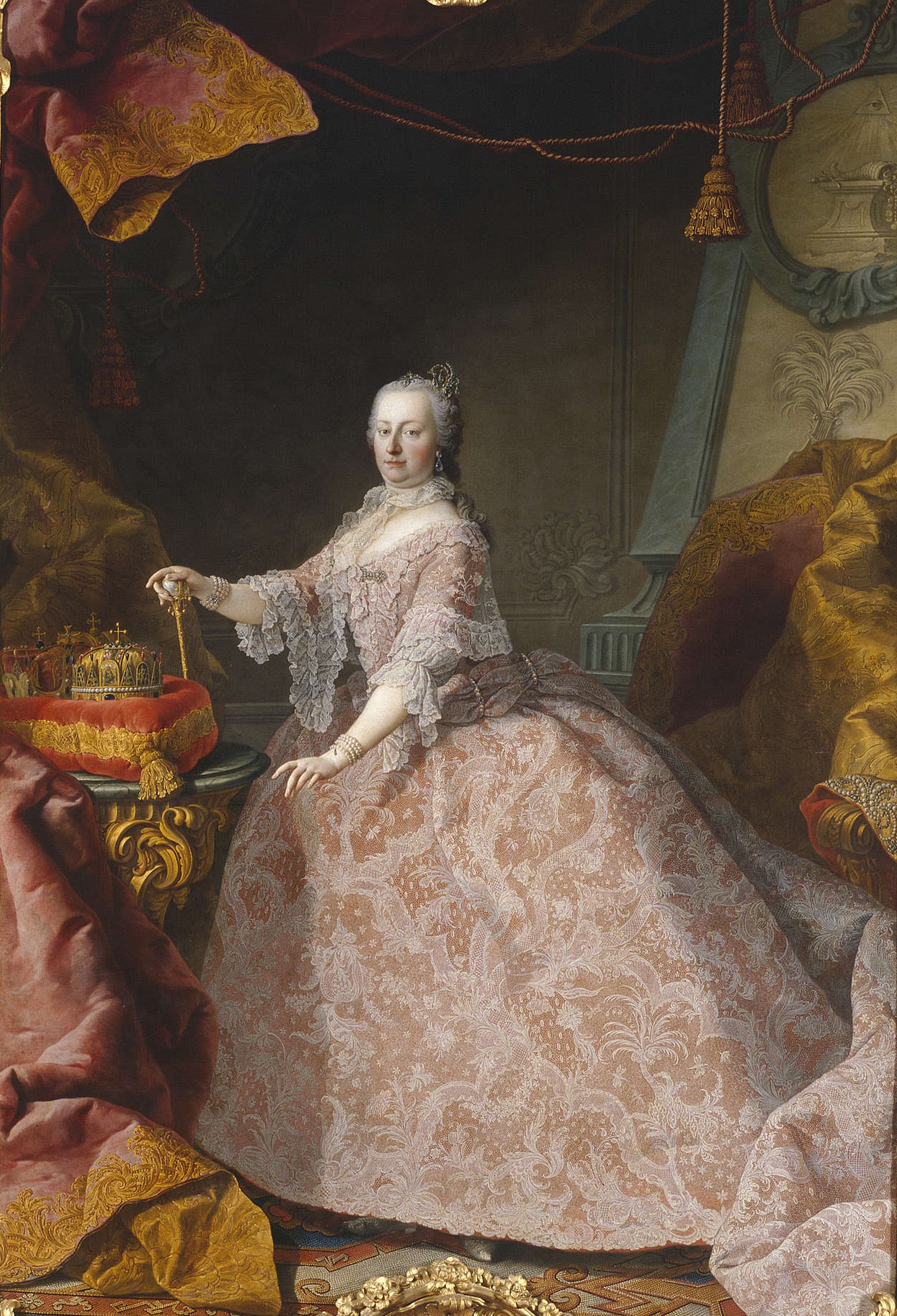
Maria Theresia von Österreich, Staatsporträt von Martin van Meytens, um 1759

Im Jahre 1754 spitzte sich der britisch-französische Konflikt in Nordamerika zu, als es im Ohiotal zu ersten Gefechten kam (siehe: Gefecht von Jumonville Glen, Siebenjähriger Krieg in Nordamerika). Die britische Regierung entsandte im Januar 1755 ein größeres Truppenkontingent unter General Edward Braddock (1695–1755) in die amerikanischen Kolonien, woraufhin im März auch eine französische Flotte auslief. Im Sommer des Jahres kam es zu weiteren Kämpfen zu Lande und zur See, wobei im Juli 1755 ein Massaker profranzösischer Indianer an britischen Truppen in der Schlacht am Monongahela den Kolonialkrieg zwischen den Großmächten Frankreich und Großbritannien weiter eskalierte. Im August begann man in Großbritannien mit der Beschlagnahmung französischer Handelsschiffe.
Da der Krieg nunmehr unausweichlich schien, suchten sowohl die französische als auch die britische Regierung Verbündete in Europa. Frankreich wünschte einen gesamteuropäischen Krieg zu vermeiden, um sich vollkommen auf Großbritannien konzentrieren zu können. Es bestand bereits ein Defensivbündnis mit Preußen, aber im August 1755 begann man auch Verhandlungen mit Österreich, um es aus dem beginnenden Krieg herauszuhalten. Dies kam den diplomatischen Bemühungen des Grafen Kaunitz sehr entgegen, dessen Ziel es war, Frankreich aus dessen Bündnis mit Preußen zu lösen.
Weil Preußen im Österreichischen Erbfolgekrieg mit Frankreich verbündet gewesen war, bestand die Gefahr, dass König Friedrich II. das durch Personalunion mit Großbritannien verbundene Kurfürstentum Hannover hätte angreifen können. Großbritannien schloss darum am 30. September mit Zarin Elisabeth von Russland den Vertrag von Sankt Petersburg, in dem sich Russland verpflichtete, vier Jahre lang 50.000 Mann entlang der Grenzen zu Ostpreußen zu positionieren. Dafür sollte das Zarenreich eine jährliche Zahlung von 100.000 Pfund Sterling erhalten sowie weitere 400.000 Pfund, falls das russische Kontingent aufgestockt würde. Militärisch eingreifen durften die russischen Truppen laut Vertrag aber erst nach dem Ausbruch von Kampfhandlungen auf deutschem Boden. Mit diesem Schachzug sollte Preußen von einem Angriff auf Hannover abgehalten werden.
Gleichzeitig verhandelte Großbritannien aber auch mit Preußen. Dessen eingeschüchterter Monarch bat Großbritannien, die Subsidien an das Zarenreich einzustellen und stattdessen eine gemeinsame Verteidigung Hannovers gegen Frankreich einzugehen. In der am 16. Januar 1756 geschlossenen sogenannten Westminister-Konvention vereinbarten beide Mächte, Norddeutschland vor fremden Truppen zu schützen. Aus der Sicht Friedrichs II. stellte dieses Abkommen keinen Affront gegen Frankreich dar, weil er noch immer glaubte, dass Frankreichs Hauptgegner Österreich sei. Gleichzeitig nahm er an, auf diese Weise dafür gesorgt zu haben, dass die russischen Truppen nicht gegen ihn handeln könnten, ohne ihre Verträge mit Großbritannien zu verletzen. Für Georg II. bedeutete der Vertrag mit Preußen dagegen den Schutz seiner Stammlande.
Am Hofe Ludwigs XV. von Frankreich sah man in dem britisch-preußischen Zusammengehen ein Problem, denn damit war den französischen Truppen die Besetzung Hannovers versperrt. Das Kurfürstentum brauchte man jedoch als Faustpfand in einem Krieg gegen Großbritannien. Unter diesem Eindruck kam es am 1. Mai 1756 zum Abschluss des Vertrages von Versailles, einem Defensiv-Bündnis zwischen Österreich und Frankreich, welches wegen des jahrhundertelangen habsburgisch-französischen Gegensatzes auch als „Umkehrung der Allianzen“ bezeichnet wird. Frankreich würde nun Preußen in einem Krieg gegen Österreich nicht mehr beistehen. Gleichzeitig hatten österreichische Diplomaten bereits im März/April des Jahres Verbindungen zum russischen Hof geknüpft und dort die Bereitschaft für ein gemeinsames österreichisch-russisches Vorgehen gegen Preußen festgestellt. Damit war es der österreichischen Diplomatie gelungen, Friedrich II. von Preußen weitgehend zu isolieren. In einem für das Jahr 1757 geplanten Krieg zur Wiedergewinnung Schlesiens brauchte sich Österreich auf keinem anderen Kriegsschauplatz zu engagieren, konnte aber mit dem Beistand Russlands und vielleicht auch Sachsens rechnen.
In den folgenden Wochen eskalierte der Konflikt. Schon im April 1756 hatte ein französischer Verband, unter Beteiligung von Herzog Ludwig Eugen von Württemberg, die britische Insel Menorca eingenommen und Truppen auf Korsika stationiert. Daraufhin erfolgte am 17. Mai 1756 die offizielle Kriegserklärung Großbritanniens an Frankreich, die der französische Hof am 9. Juni mit einer eigenen Kriegserklärung beantwortete.
Mit dem am 29. August 1756 – ohne Kriegserklärung – erfolgten Einmarsch preußischer Truppen in Sachsen und der drei Tage später beginnenden Einschließung der sächsischen Armee bei Pirna begann der Krieg auch auf dem europäischen Festland.

## Territoriale Kriegsziele
Anders als in der „patriotischen“ preußischen beziehungsweise österreichischen Geschichtsschreibung dargestellt, verfolgten Preußen und Österreich über eine bloße Behauptung bzw. Rückgewinnung Schlesiens hinausgehende Gebietsveränderungen. Für Preußen spielte dabei die Besetzung Sachsens eine Schlüsselrolle – zuvorderst als Ziel einer möglichen Annexion, wenigstens aber als Faustpfand bei Verhandlungen über andere Gebietsgewinne. Für französische Hilfe bei der Rückgewinnung Schlesiens (und der primär von Maria Theresia angestrebten Zerschlagung Preußens) war Wien bereit, die Österreichischen Niederlande einer bourbonischen Nebenlinie (Bourbon-Parma) zu überlassen und dort mehrere Barrierefestungen bzw. Barriereplätze direkt an Frankreich abzutreten. Ihre genauen Expansionswünsche und territorialen Tauschgeschäfte definierten Frankreich und Österreich erst nach Kriegsausbruch, im zweiten Vertrag von Versailles (1. Mai 1757) (siehe unten). Alle auf Kosten Preußens oder Großbritanniens gemachten Eroberungen, die über die geplanten Annexionen hinausgingen, sollten unter den Verbündeten geteilt werden, gemäß ihrem Anteil am alliierten Heeresaufgebot.
Im Dritten Versailler Vertrag (1758) verzichtete Frankreich allerdings auf alle Ansprüche in den Österreichischen Niederlanden. Im Gegenzug reduzierte es seine Hilfen an Habsburg, um sich ganz auf den Kampf gegen Großbritannien zu konzentrieren.

### Österreich: Zerschlagung Preußens
Wien beabsichtigte eine entscheidende Schwächung seines Gegners, die durch dessen territoriale Zerschlagung erreicht werden sollte. Demnach wäre Preußen auf seinen Besitzstand von 1614 reduziert worden, indem ihm nur die Kurmark verblieben wäre. Österreich beanspruchte Schlesien, die Grafschaft Glatz und das Fürstentum Crossen sowie einige noch nicht näher bestimmte Gebiete an der böhmisch-preußischen Grenze. Für Sachsen vorgesehen waren das Fürstentum Halberstadt sowie das Herzogtum Magdeburg mit dem zugehörigen Saalkreis und der Immediatstadt Halle. Bedingung war jedoch, dass Sachsen die Ober- und Niederlausitz an Habsburg abtrete.
Schweden sollte – gemäß den Präliminarien zum zweiten Versailler Vertrag – zunächst nur alle an Preußen verloren (also seit 1679) gegangenen Gebiete Schwedisch-Pommerns zurückerhalten. In der schließlich unterzeichneten Endfassung wurde ihm auch Hinterpommern versprochen.
Für die Kurpfalz und die Republik der Vereinigten Niederlande (république de Hollande (sic)) bestimmt waren (nach noch nicht festgelegtem Verteilerschlüssel) die preußischen Exklaven Kleve, Mark und Ravensberg (aus den vormaligen Vereinigten Herzogtümern Jülich-Kleve-Berg, der andere Teil wurde in Personalunion vom Kurfürsten von der Pfalz regiert) sowie Obergeldern. Das Zarenreich beanspruchte Ostpreußen.
Russland plante, seine Neuerwerbung Polen anzubieten, im Tausch gegen das Herzogtum Kurland und Semgallen.

### Preußen: Expansion nach Norden, Süden und/oder Osten
Schon als Kronprinz hatte Friedrich II. in einem Brief an seinen Kammerjunker Dubislav Gneomar von Natzmer 1731 das polnische Preußen königlichen Anteils (ab 1773 Westpreußen), das schwedische Vorpommern und Mecklenburg als Ziele zukünftiger Erwerbungen genannt. In seinem (ersten) Politischen Testament von 1752 bezeichnete er zudem den Besitz Sachsens als nützliche und größtmögliche Erweiterung.
Die rasche Besetzung Sachsens und die ersten Siege von 1756 und 1757 schienen Friedrich diesem Annexionswunsch näherzubringen, doch auch nach der Rückeroberung Sachsens durch Österreich und seine Verbündeten und nach der Niederlage von Kunersdorf hielt Friedrich an den in seinem Politischen Testament formulierten Territorialplänen fest. Statt ganz Sachsen wollte er 1759 zumindest die Niederlausitz erhalten und Sachsen dafür mit Erfurt (das zu Kurmainz gehörte) entschädigen. Alternativ hoffte er zumindest auf eine Anwartschaft für die Inbesitznahme Westpreußens nach dem bevorstehenden Tod des kranken sächsisch-polnischen Königs August III. Erst in der ausweglosen Situation des Jahres 1761 bot er einen Waffenstillstand und einen Frieden ohne Abrundungsforderungen auf der Grundlage des Vorkriegsbesitzstandes an. Trotz des 1763 ohne Gebietserwerbungen zustande gekommenen Friedens wiederholte Friedrich auch in seinem (zweiten) Politischen Testament von 1768 die angestrebte Abrundung Preußens mit Sachsen und Westpreußen.

### Frankreich: Kontrolle der Österreichischen Niederlande und Annexion Kronbesitzungen
Für den Fall, dass Schlesien und Glatz tatsächlich wieder in den Besitz Österreichs übergingen, verlangte Frankreich die Abtretung der zum sog. Pré carré zählenden österreichisch-niederländischen Barrierefestungen Ypres, Veurne (frz. Furnes), Mons und Knokke (im zweiten Versailler Vertrag: Fort Quenoque), außerdem die Hafenstädte Ostende und Nieuwpoort (Nieuport), deren beider Auslieferung als Unterpfand Frankreich schon im Vorfeld verlangte. Gleichzeitig wären die dortigen österreichischen Garnisonstruppen für den Krieg gegen Preußen frei geworden. Nach Kriegsende sollte Frankreich, auf eigene Kosten, die Festungswerke der (damals zu den Österreichischen Niederlanden gehörenden) Stadt Luxemburg schleifen dürfen. Die Herrschaft über die Österreichischen Niederlande (und damit Sitz und Stimme im Burgundischen Reichskreis und im Reichstag) sollte der Bourbone Philipp von Parma erhalten. Im Gegenzug hatte dessen italienischer Besitz zurück an das Haus Habsburg zu fallen, das die Herzogtümer von Parma und Piacenza und Guastalla im Frieden von Aachen (1748) an die Bourbonen verloren hatte.
Von Großbritannien plante Frankreich den Erwerb Gibraltars und Menorcas (beide für das bourbonische Spanien) sowie der Kanalinseln Jersey, Guernsey und Alderney (Origny oder Aurigny). Das Herzogtum Bremen-Verden sollte dem britischen König (in seiner Eigenschaft als Kurfürst von Hannover) entzogen und (eventuell unter dänischer Oberherrschaft) restituiert werden.

### Großbritannien: Kontrolle Belgiens und Annexion französischer Kolonien
Ebenso wie Preußen ging es auch Großbritannien nicht allein um die Verteidigung seines Besitzstandes. In Nordamerika und Indien wollte es den französischen Kolonialrivalen endgültig verdrängen. Unbedingt englisch werden sollten die Festung Louisbourg und die benachbarte gleichnamige Stadt sowie das Ohiotal. Darüber hinaus wollte London um fast jeden Preis ein Ausgreifen des französischen Einflusses auf Flandern verhindern, dessen Häfen in gefährlicher Nähe zur britischen Insel lagen. Die Weigerung Österreichs, auf englischen Wunsch hin dort seine Truppen zu verstärken, hatten ja zuvor den Anlass zur Auflösung des österreichisch-britischen Bündnisses am 16. August 1755 geliefert.

## Die Kriegsparteien

### Österreichisch-Französisches Bündnis (Vertrag von Versailles und Erweiterungen)
| Territorium                                                                            | von  | bis  |
| -------------------------------------------------------------------------------------- | ---- | ---- |
| Kaiserliche Armee der Habsburgermonarchie (Vertrag von Versailles)                     | 1756 | 1763 |
| Königreich Frankreich (Vertrag von Versailles)                                         | 1756 | 1763 |
| Kurfürstentum Sachsen                                                                  | 1756 | 1763 |
| Russisches Kaiserreich                                                                 | 1756 | 1762 |
| Heiliges Römisches Reich: Reichsexekution durch Reichsarmee                            | 1757 | 1763 |
| Königreich Schweden                                                                    | 1757 | 1762 |
| Königreich Spanien („Bourbonischer Hausvertrag“ mit Frankreich)                        | 1762 | 1763 |
| Herzogtum Parma („Bourbonischer Hausvertrag“ mit Frankreich)                           | 1761 | 1763 |
| Königreich Neapel und Königreich Sizilien („Bourbonischer Hausvertrag“ mit Frankreich) | 1761 | 1763 |

### Preußisch-Britisches Bündnis (Konvention von Westminster und Erweiterungen)
| Territorium | von  | bis  |
| --- | ---- | ---- |
| Preußen (Konvention von Westminster)                                                                           | 1756 | 1763 |
| Königreich Großbritannien und Kurfürstentum Braunschweig-Lüneburg („Kurhannover“) (Konvention von Westminster) | 1756 | 1763 |
| Königreich Portugal                                                                                            | 1762 | 1763 |
| Fürstentum Braunschweig-Wolfenbüttel                                                                           | 1756 | 1763 |
| Landgrafschaft Hessen-Kassel                                                                                   | 1756 | 1763 |
| Herzogtum Sachsen-Gotha-Altenburg                                                                              | 1756 | 1763 |
| Grafschaft Schaumburg-Lippe (Bückeburg)                                                                        | 1756 | 1763 |

## Verlauf in Europa

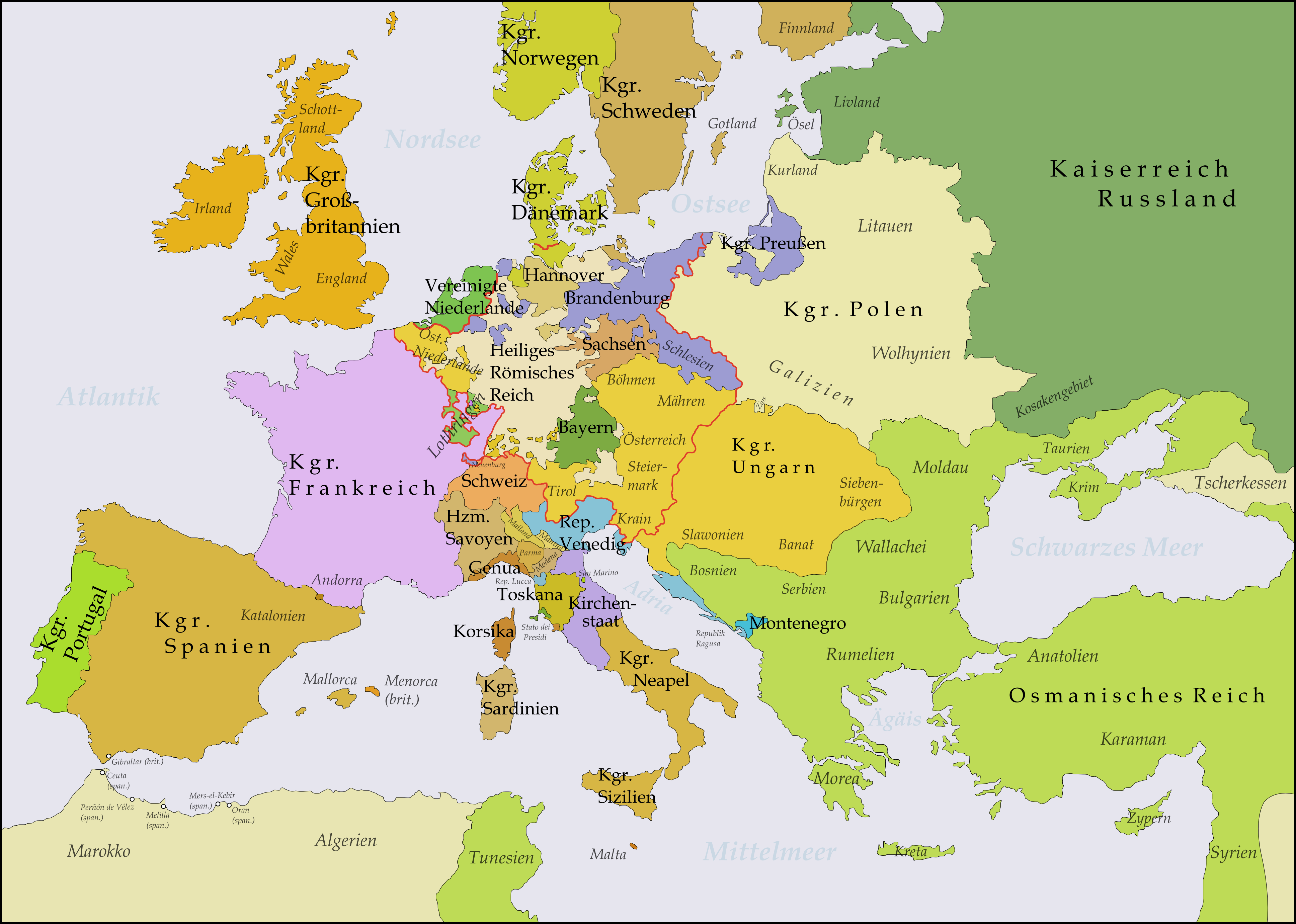
Europa zur Zeit des Siebenjährigen Krieges

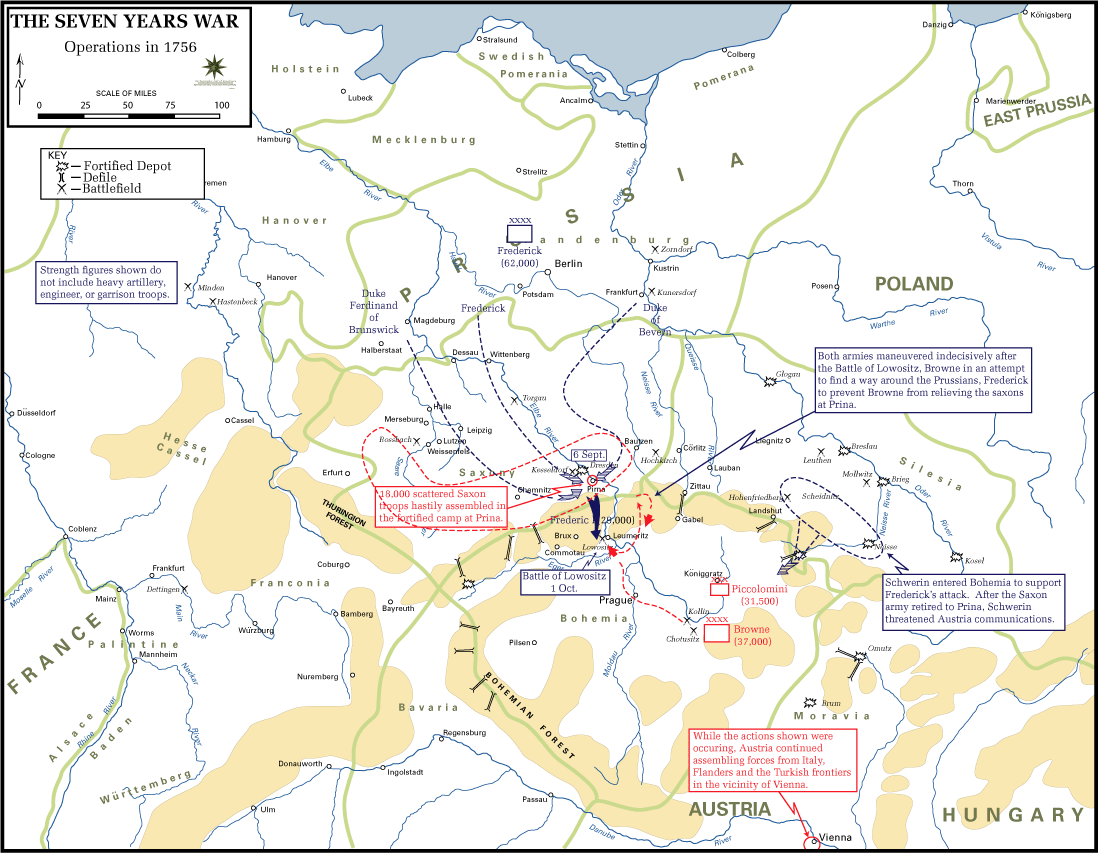
Militärische Operationen in Europa im Jahre 1756

Im April 1756 begannen kämpferische Auseinandersetzungen. Die französische Armee unter Louis-Charles-Auguste Fouquet de Belle-Isle plante schon im Februar 1756 eine Doppelstrategie: einerseits wurde eine Invasion der Britischen Inseln vorbereitet und andererseits wollte man vom Seeweg aus die Balearen-Insel Menorca attackieren, die im Frieden von Utrecht, der 1713 den Spanischen Erbfolgekrieg beendete, Großbritannien zugesprochen worden war. Unter der nautischen Leitung von Lieutenant-général des armées navales Roland-Michel Barrin de La Galissonière wurden zwölf Linienschiffe, drei Fregatten und insgesamt 173 Transporteinheiten mit 25 Infanteriebataillonen – alles zusammen in einer Truppenstärke von etwa 15.000 Mann – vor dem Castillo de San Felipe de Menorca am menorquinischen Stützpunkt Port Mahon zusammengezogen.

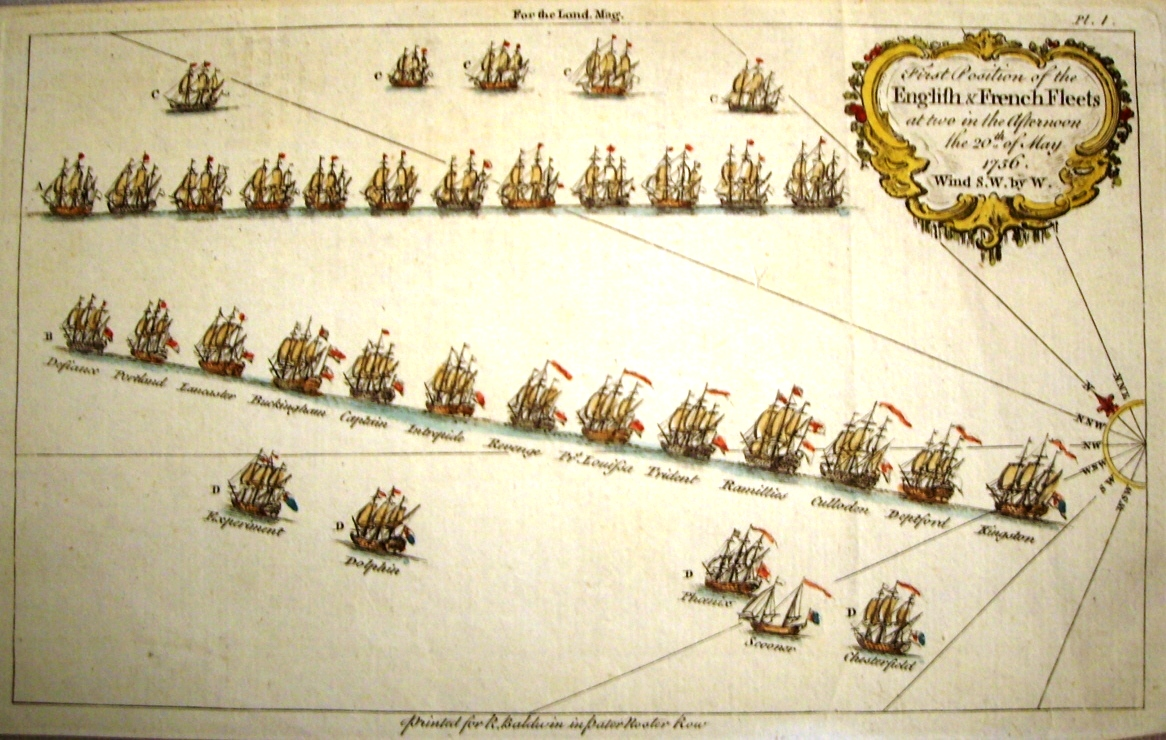
Die Schlacht von Menorca, Bataille de Minorque (1756), am 20. Mai 1756. La Galissonière siegte in dieser Schlacht, John Byng zog sich zurück.

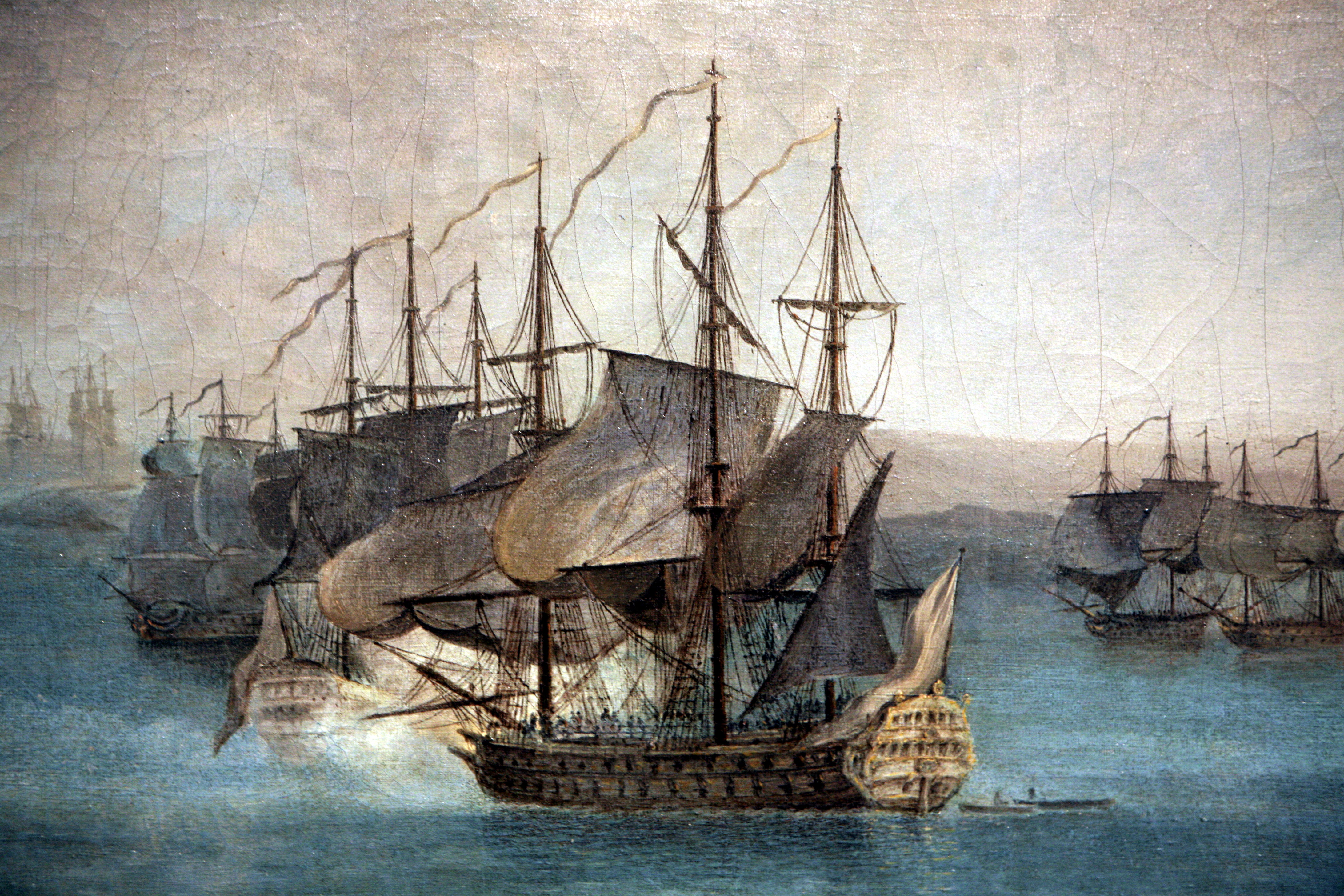
Der Aufbruch der französischen Flotte zur Invasion von Port Mahon am 10. April 1756, von Nicolas Ozanne

Der Angriff am 10. April 1756 wurde dem Marschall Louis François Armand de Vignerot du Plessis übertragen; sein Gegner war der Brite William Blakeney (1672–1761) mit etwa 5000 Mann. Admiral John Byng scheiterte am 10. Mai 1756  mit einer Flotte aus 17 Schiffen dabei, in der Seeschlacht vor Port Mahon den Belagerungsring zu durchbrechen. Blakeney musste am 28. Juni kapitulieren. Admiral Byng wurde von einem britischen Kriegsgericht wegen Missachtung der Fighting Instructions zum Tode verurteilt und am 14. März 1757 hingerichtet.
Großbritannien erklärte Frankreich am 18. Mai 1756 offiziell den Krieg.
Im Juni 1756 erhielt Friedrich II. durch seine Spione an den europäischen Höfen Kenntnis von der Annäherung zwischen Frankreich und Russland sowie von russischen Truppenbewegungen. Außerdem bekam er Abschriften der Pariser und Petersburger Verträge, die die Allianz zwischen Österreich, Russland, Frankreich und Sachsen dokumentierten. Daraufhin befahl Friedrich die Mobilisierung seiner Regimenter in Ostpreußen und Schlesien, um dem drohenden Angriff von mehreren Seiten durch einen Einmarsch in Sachsen zuvorzukommen. Die Besetzung Sachsens hatte für Preußen einen militärischen und einen wirtschaftlichen Hintergrund (siehe Ephraimiten und Münzstätte Leipzig: Unter preußischer Besatzung). Militärisch gesehen versuchte Friedrich II. mit dem Erzgebirge und der Sächsischen Schweiz einen natürlichen Grenzwall zur österreichischen Provinz Böhmen zu gewinnen. Außerdem konnte Friedrich durch die Besetzung benötigte Kriegsmaterialien wie Kanonen, Munition usw. die Elbe von Magdeburg hinauf transportieren. Wirtschaftlich sollte das wohlhabende Sachsen die Kriegskassen des preußischen Königs füllen. Nach der zügigen Besetzung Sachsens wollte Friedrich in Böhmen einrücken. Dort sollte die Einnahme Prags die dauerhafte Unterbringung der preußischen Streitkräfte auf gegnerischem Territorium ermöglichen und Maria Theresia zu Friedensverhandlungen zwingen. Bei einem solchen Erfolg wäre dann nicht mehr zu erwarten gewesen, dass Russland im folgenden Jahr Preußen allein angreifen würde.

### 1756

#### Sachsen/Böhmen
Am 29. August 1756 überschritt die preußische Armee ohne vorherige Kriegserklärung die Grenze Sachsens. Die sächsische Armee unter der Führung von Graf Rutowski wurde überrascht und sammelte sich in einem Lager bei Pirna, wo die preußische Armee sie am 10. September einschloss (Belagerung bei Pirna). Schon am 9. September hatte die preußische Armee Dresden kampflos besetzt. Rutowski weigerte sich zu kapitulieren, weil er damit rechnete, dass ihn die österreichische Armee bald entsetzen würde. Als diese unter dem Kommando des Feldmarschall Browne tatsächlich Ende September nahte, zog Friedrich II. ihr mit einer Hälfte seiner Armee entgegen (die andere belagerte weiterhin das sächsische Heerlager). Am 1. Oktober 1756 kam es zur Schlacht bei Lobositz in Böhmen. Die Schlacht endete mit einem preußischen Sieg, wodurch die Österreicher die eingeschlossenen Sachsen nicht mehr erreichen konnten. Daraufhin mussten die sächsischen Truppen am 16. Oktober 1756 kapitulieren. Sie wurden zunächst in preußische Dienste gepresst, desertierten jedoch größtenteils im folgenden Frühjahr. Somit war nur die Besetzung Sachsens erreicht worden, während das Konzept eines entscheidenden Schlages gegen Österreich gescheitert war.

### 1757

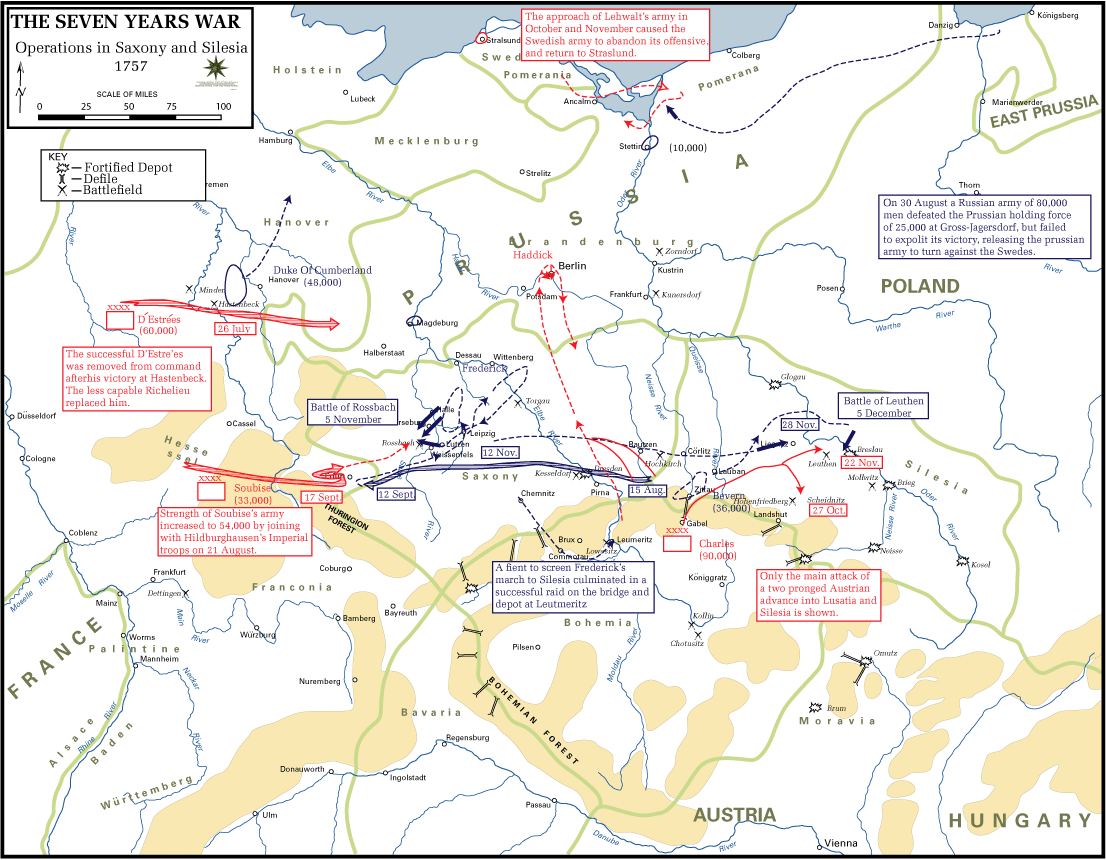
Militärische Operationen in Europa im Jahre 1757

Die Situation stellte sich für Friedrich II. zu Beginn des Jahres 1757 ungünstig dar. Am 17. Januar wurde der Reichskrieg gegen Preußen erklärt, weil dieses durch den Angriff auf Sachsen Landfriedensbruch begangen habe. Die Reichstruppen würden also als weiterer Gegner Preußens auf den Plan treten. Nur Tage später, am 22. Januar, unterzeichneten Russland und Österreich einen Allianzvertrag, dem am 1. Mai ein französisch-österreichisches Offensivbündnis folgte. Zusätzlich zum schon lang erwarteten Angriff der Russen und zum Krieg gegen Österreich würden also auch Truppen Frankreichs, als Garantiemacht des Westfälischen Friedens, in Deutschland einrücken, um gegen Preußen vorzugehen und gleichzeitig Hannover als Faustpfand im Krieg gegen Großbritannien zu gewinnen. Die Briten befanden sich in Nordamerika und Indien unter Druck und konnten kaum wirksam für den Schutz Hannovers sorgen. Aus diesem Grund stellten die mit Preußen und Großbritannien verbündeten deutschen Fürstentümer eine Armee auf, die sogenannte Observationsarmee, die gegen die französischen Streitkräfte operieren sollte. Gleichzeitig begann Frankreich mittels Subsidienverträgen, mehrere deutsche Fürstentümer zur Stellung von Auxiliartruppen zu verpflichten. Anfangs waren es etwa 6800 bayerische, 4000 württembergische, 6000 kurpfälzische und 1800 kurkölnische Truppen. Einige Staaten erklärten sich im Laufe des Krieges zur wiederholten Stellung weiterer Soldaten bereit. Diese Hilfstruppen standen unter französischem Oberbefehl und existierten neben jenen Kreistruppen, die die betreffenden Staaten bereits zur Reichsarmee abgestellt hatten. Hinzu kam die Finanzierung von 20.000 Schweden. Einen Sonderfall bildeten jene rund 10.000 Mann sächsische Truppen, die 1756 bei Pirna in preußische Dienste gepresst worden, doch bei erster Gelegenheit geflohen waren. Sie stießen nach und nach als sogenannte Revertenten zum „Sammlungswerk“ in Ungarn, das unter dem Befehl Franz Xavers von Sachsen stand, und wurden gegen britische Truppen in Westdeutschland eingesetzt. Den Einsatz gegen preußische Truppen vermied man, da befürchtet wurde, dass den Revertenten sonst im Fall der Gefangennahme eine schwere Bestrafung als Deserteure drohte. Die aus den Revertenten gebildeten 12 Bataillone führten die Tradition ihrer Stammeinheiten fort, die 1756 in preußische Gefangenschaft geraten waren. 1758 nahm Frankreich das Korps erstmals in seinen Sold. Der Vertrag wurde jeweils auf ein Jahr abgeschlossen und regelmäßig verlängert, zuletzt 1762. Am 23. März 1763 begann die Truppe ihren Rückmarsch nach Sachsen.

„Es wird das Jahr stark und scharf hergehn – aber man muss die Ohren steif halten und jeder, der Ehre und Liebe für das Vaterland hat, muss alles daran setzen. Letztlich wird doch unser Choral [von Leuthen] das Feld behaupten.“

#### Böhmen/Schlesien

August Querfurt: Schlacht bei Kolin (Heeresgeschichtliches Museum Wien)

Friedrich II. nahm sein strategisches Konzept des Vorjahres noch einmal auf, zunächst Prag einzunehmen und so einen entscheidenden Schlag gegen Österreich zu führen. Im April rückten die preußischen Truppen von mehreren Seiten in Böhmen ein, wo es am 6. Mai 1757 zur Schlacht bei Prag kam. Zwar siegten die Preußen, doch ein Großteil der österreichischen Armee rettete sich in die Festung. Während Friedrich mit der Belagerung derselben begann, zog von Süden her ein österreichisches Entsatzheer unter Feldmarschall Graf Daun heran. Friedrich II. stellte sich diesem mit der Hälfte seiner Truppen (die andere belagerte Prag) in der Schlacht von Kolin am 18. Juni entgegen und wurde schwer geschlagen. Als Folge dieser Niederlage mussten die Preußen ganz Böhmen räumen und nach Sachsen zurückweichen. In den folgenden Monaten manövrierten die gegnerischen Heere ergebnislos umeinander, bis Friedrich II. durch den Anmarsch der Reichsarmee in Thüringen gezwungen war, mit einem großen Teil seiner Truppen dorthin zu eilen. Die nunmehr überlegenen Österreicher griffen die preußischen Truppen unter dem Herzog von Braunschweig-Bevern am 7. September in der Schlacht von Moys an und zwangen sie zum Rückzug. Nach einer weiteren Schlacht von Breslau am 22. November sowie der Einnahme der Festungen Schweidnitz und Breslau befand sich Ende November der größte Teil Schlesiens wieder unter österreichischer Kontrolle. In diesem Zeitraum gelang es dem österreichischen General Andreas Hadik von Futak auch mit einer Abteilung Husaren, für einen Tag (16. Oktober) Berlin zu besetzen, bevor er sich wieder zurückzog.
Anfang Dezember traf die preußische Hauptarmee unter Friedrich II. wieder in Schlesien ein. Er griff die österreichische Armee in der Schlacht von Leuthen am 5. Dezember an und schlug sie entscheidend. Diese zog sich nach Böhmen zurück, während die Preußen bis zum April 1758 die schlesischen Festungen zurückeroberten. Damit war die Ausgangssituation vom Beginn des Jahres weitgehend wiederhergestellt.

#### Mitteldeutschland

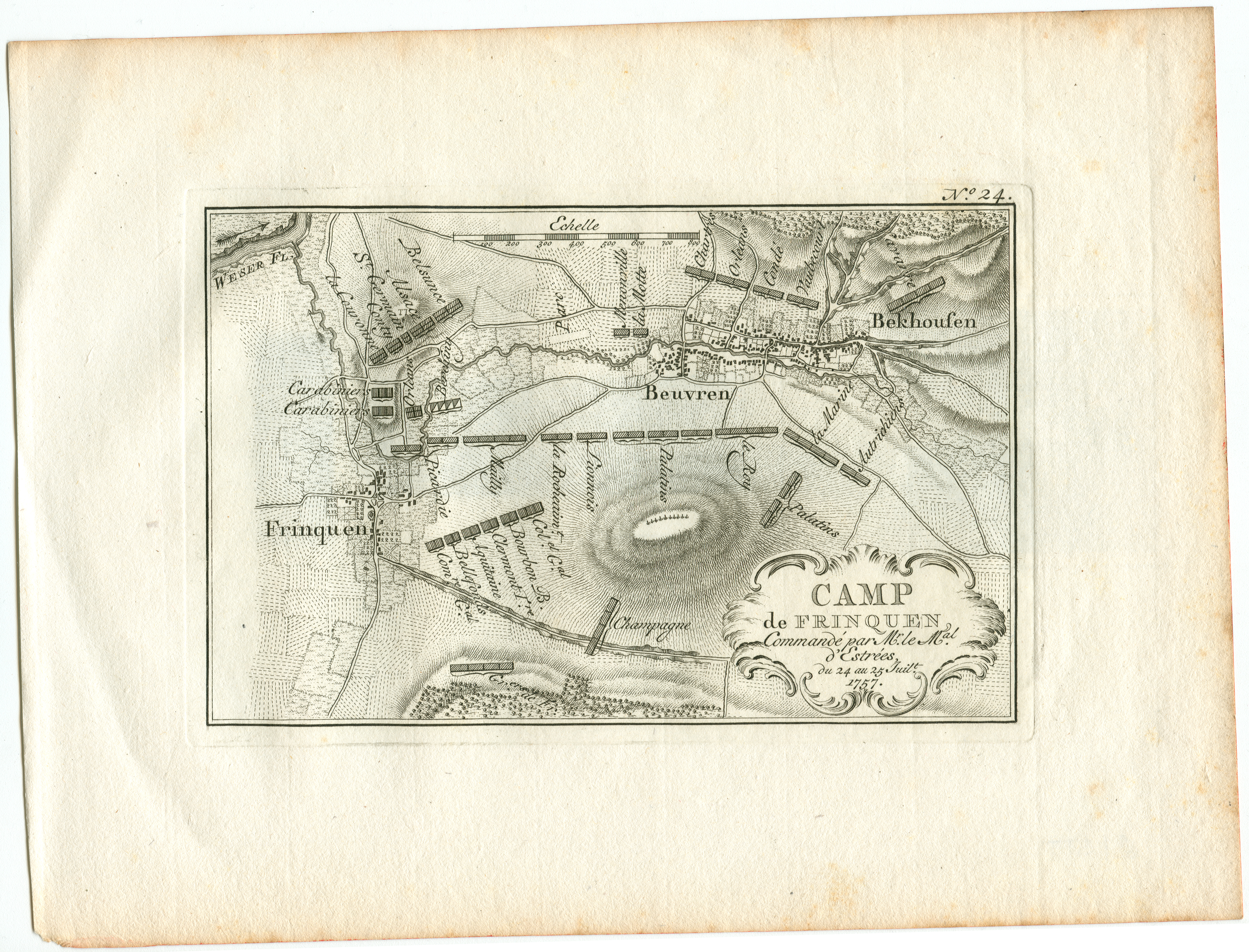
Französisches Truppenlager am 24. und 25. Juli 1757 an der Weser, unmittelbar vor der Schlacht bei Hastenbeck. Kupferstich „Nr. 24“ von Jakobus van der Schley

Im Juni griffen auch die Franzosen an. Sie entsandten eine Armee nach Norddeutschland, welche die preußischen Territorien am Rhein besetzte und anschließend gegen Hannover vorging. Für den Zahlungsverkehr mit den französischen Besatzungstruppen ließ Braunschweig-Wolfenbüttel im Folgejahr gesonderte Kupfermünzen prägen. Am 26. Juli 1757 schlugen die französischen Truppen unter Führung des Marschalls d’Estrées die aus Kontingenten der deutschen Kleinstaaten bestehende Observationsarmee unter dem Herzog von Cumberland in der Schlacht bei Hastenbeck. Die Observationsarmee zog sich an die Nordsee zurück, wo sie sich in der Konvention von Kloster Zeven für neutral erklärte. Damit stand im Spätsommer für die Franzosen der Weg nach Berlin offen. Da sie aber kein Interesse daran hatten, Preußen gegenüber Österreich zu sehr zu schwächen, begnügten sie sich mit der Besetzung der mit Preußen verbündeten Fürstentümer. Marschall d’Estrées wurde nach einigen Intrigen in Versailles durch den Herzog von Richelieu ersetzt.
Gleichzeitig begann im August auch die Reichsexekutionsarmee mit ihren Operationen in Thüringen gegen das sächsische Gebiet. Die Armee bestand aus einem französischen Korps unter dem Prinzen von Soubise und den Reichstruppen unter dem Herzog von Sachsen-Hildburghausen, der auch den Oberbefehl führte. Gegen diese Armee rückte Friedrich II. von Schlesien heran und schlug sie am 5. November 1757 vernichtend in der Schlacht bei Roßbach. Die Reichsarmee trat in den folgenden Jahren nicht mehr als eigenständiger Verband in Erscheinung. Friedrich II. setzte sich mit der preußischen Hauptarmee wieder nach Schlesien in Bewegung, um dort dem österreichischen Vordringen zu begegnen (→ siehe oben).

#### Ostpreußen
Zur Verteidigung Ostpreußens hatte Friedrich II. den erfahrenen Generalfeldmarschall Johann von Lehwaldt mit 30.000 Mann vorgesehen. Am 1. Juli griff eine ca. 100.000 Mann starke russische Armee unter General Stepan Fjodorowitsch Apraxin an. Sie eroberte am 5. Juli nach kurzer Belagerung die Festung Memel. Das nächste Etappenziel war Königsberg. Lehwaldt stellte sich am 30. August in der Schlacht bei Groß-Jägersdorf dem russischen Vormarsch entgegen und wurde geschlagen. Die russische Versorgungslage war aber ohne den Königsberger Hafen so schlecht, dass Apraxin sich wieder aus Ostpreußen zurückzog. Nur in Memel verblieb eine Besatzung.

#### Ostseeküste

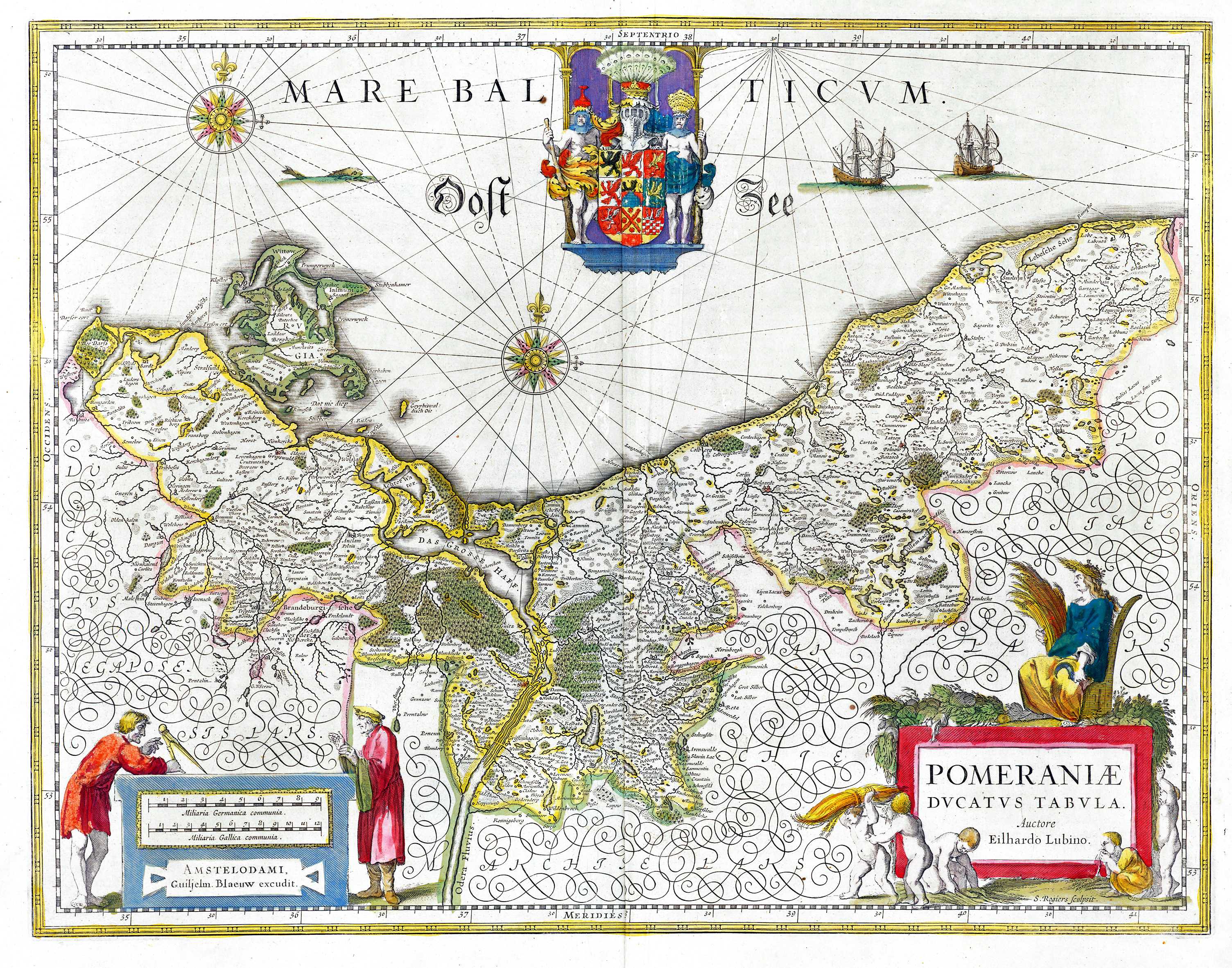
Historische Karte des Herzogtums Pommern aus dem 17. Jahrhundert

Schweden hatte sich 1757 der antipreußischen Koalition angeschlossen und bemühte sich bis Kriegsende erfolglos um die Wiedereroberung von Stettin. Die Kampfhandlungen auf dem Kriegsschauplatz in Schwedisch-Pommern, Preußisch-Pommern, dem nördlichen Brandenburg und dem östlichen Mecklenburg, bei denen es nie zu einer Schlacht kam, bezeichneten die Schweden als Pommerska kriget (Pommerscher Krieg).
Am 12. September 1757 griff die Schwedische Armee von Stralsund aus Preußen an. Sie eroberte die schwach verteidigten Orte Pasewalk, Ueckermünde und Swinemünde. Daraufhin beorderte Friedrich II. das Korps Lehwaldts aus Ostpreußen heran, um gegen die Schweden zu operieren. Lehwaldt eroberte bis zum Jahresende Wollin, Anklam und Demmin und blieb in Vorpommern, während sich die Schweden auf Stralsund zurückzogen.

### 1758

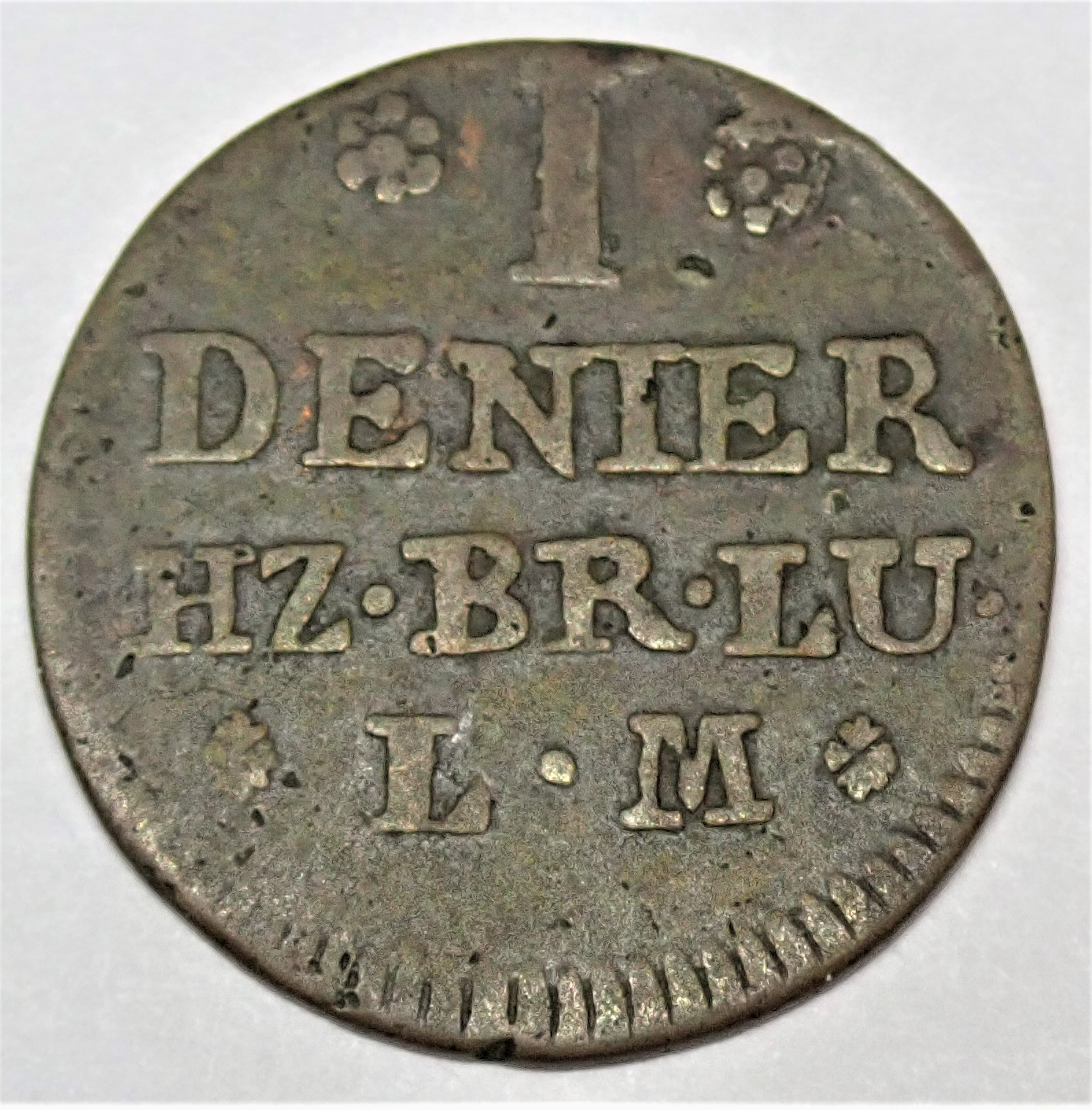
1 Denier = 1/13 Matthiasgroschen aus Braunschweig-Wolfenbüttel für Zahlungsverkehr mit frz. Besatzungstruppen

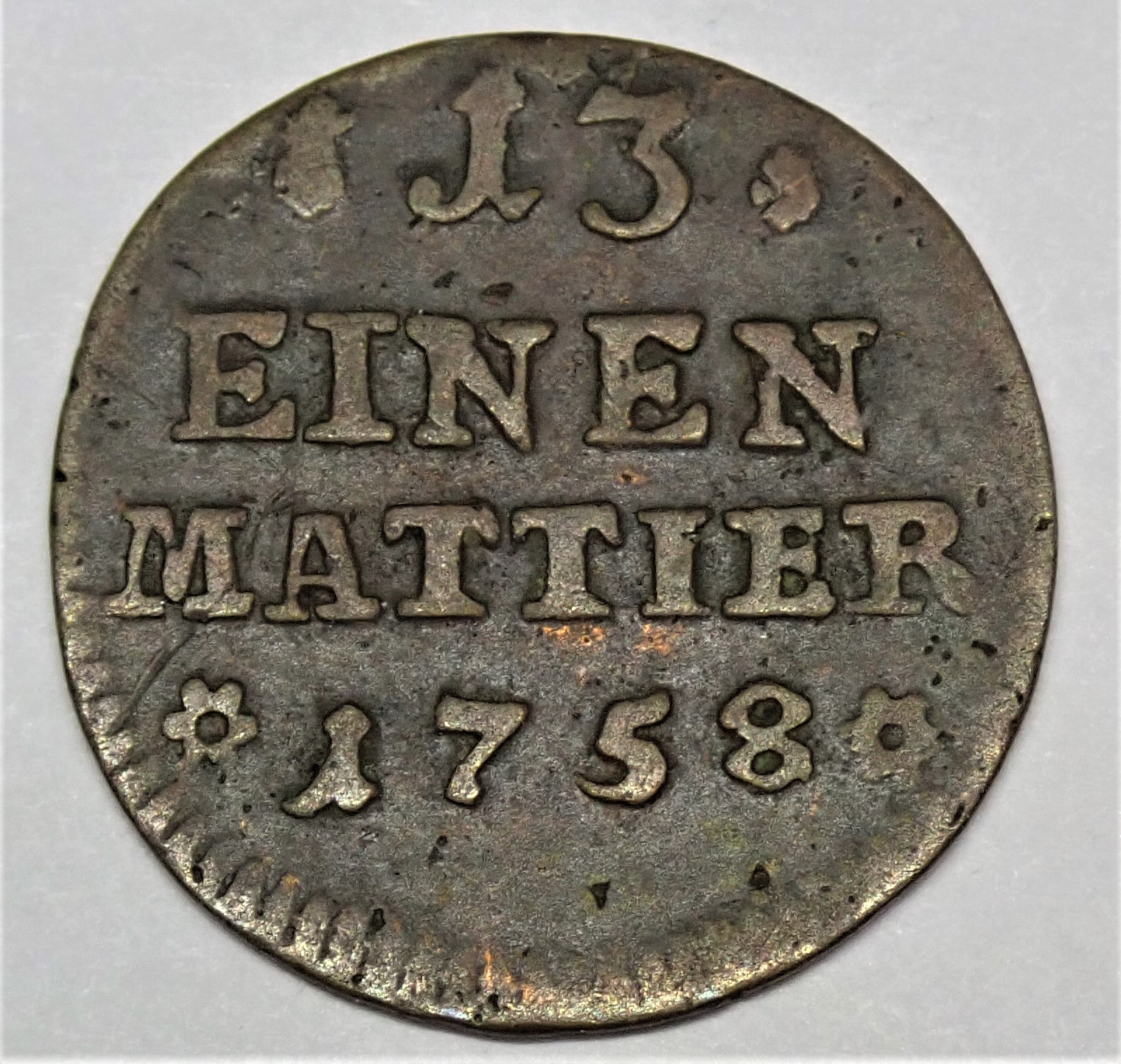
Revers des 1 Deniers von 1758

Im Januar eroberten russische Truppen unter Graf Wilhelm von Fermor das durch die Abberufung Lehwaldts nahezu aufgegebene Ostpreußen. Fermor übernahm als Generalgouverneur die Verwaltung und das Land leistete der Kaiserin Elisabeth den Treueeid. Im August drang er in die Neumark vor und beabsichtigte, sich mit den Österreichern, die aus Böhmen vormarschieren sollten, zu vereinigen. Es gelang Friedrich, dies in der Schlacht von Zorndorf zu verhindern. Die Russen zogen sich bis Jahresende hinter die Weichsel nach Ostpreußen zurück. Ihr Rückzug veranlasste Schweden, seinen Einfall in die Mark Brandenburg abzubrechen. Unter Ausnutzung der Abwesenheit des preußischen Hauptkontingents gelang es österreichischen Truppen, fast ganz Schlesien zu besetzen.
Friedrich II. plante, mit der überraschenden Belagerung von Olmütz einen Weg ins österreichische Kerngebiet zu eröffnen. Dank der seit dem Österreichischen Erbfolgekrieg verstärkten Mauern konnten die Österreicher die Festung Olmütz, anders als im Jahr 1741, erfolgreich verteidigen. Beim Überfall bei Domstadtl vernichteten sie im Juni einen großen preußischen Versorgungskonvoi für den Nachschub der Belagerungsarmee. Dies zwang die Preußen zur Aufhebung der Belagerung und zum Rückzug aus Mähren.
Außerdem drangen im Spätsommer österreichische Truppen unter Graf Leopold Joseph von Daun in Südsachsen ein, schlugen die Preußen in der Schlacht bei Hochkirch und versuchten Dresden zu nehmen, was aber nicht gelang. Ende November zogen sie sich nach Böhmen zurück.
Großbritannien sagte Preußen in einer Vereinbarung vom 11. April 1758 4,5 Millionen Taler und die Aufstellung eines neuen Heeres in Kurhannover zu. Herzog Ferdinand von Braunschweig-Wolfenbüttel konnte die Franzosen in der Schlacht von Rheinberg am 12. Juni 1758 und in der Schlacht bei Krefeld am 23. Juni 1758 schlagen und kontrollierte zum Jahresende das gesamte rechtsrheinische Gebiet.
In der Schlacht bei Mehr (heute Mehrhoog) am 5. August 1758 schlugen 3.000 Preußen unter General Philipp von Imhoff fast 10.000 Franzosen. Das Bataillon Stolzenberg traf die Franzosen in der Flanke. Bis heute erinnert dort ein Obelisk an diese Schlacht (Inschrift: „Deutschlands tapferen Kriegern, welche hier unter General von Imhoff am 5. August 1758 die Franzosen schlugen. Errichtet am 5. August 1858 durch die Bewohner von Haffen und Mehr“). Das französische Heer floh zurück in die von ihm besetzte Stadt Wesel am Rhein.

### 1759
Nach dem hohen Blutzoll der vorherigen Kriegsjahre war Preußen zu offensiven Aktionen nicht mehr in der Lage; es hatte vielmehr mit Angriffen auf das preußische Kernland zu kämpfen. Erneut versuchten die Russen unter Saltykow und Österreicher unter Leopold Joseph Graf Daun eine Vereinigung ihrer Truppen zu erreichen, um Friedrich gemeinsam zu schlagen. Diese Vereinigung gelang diesmal bei dem Ort Kunersdorf (östlich von Frankfurt (Oder)), nachdem die Russen aus Ostpreußen – ein preußischer Verband, der sich ihnen entgegengeworfen hatte, war am 23. Juli in der Schlacht bei Kay geschlagen worden – und die Österreicher über Schlesien angerückt waren. Friedrich erlitt bei einem Angriff auf das Lager der nunmehr Verbündeten in der Schlacht bei Kunersdorf (12. August) eine katastrophale Niederlage; das preußische Heer löste sich zwischenzeitlich auf.
Die Russen, Österreicher und Franzosen nutzten jedoch wegen wachsender Widersprüche innerhalb des Bündnisses nicht die Gunst der Stunde, um nach Berlin vorzurücken. Friedrich bezeichnete diesen Umstand, der dem preußischen Staat die Existenz rettete, in einem Brief an seinen Bruder Heinrich als das „Mirakel des Hauses Brandenburg“. Die Russen zogen sich im Herbst in ihre Ausgangsstellung zurück und die Österreicher rückten auf den sächsischen Kriegsschauplatz ab. Dort hatte im Sommer die Reichsarmee unter Ausnutzung der Abwesenheit preußischer Truppen fast ganz Sachsen inklusive Dresden besetzt. Nach Vereinigung der Reichsarmee mit den Österreichern kam es hier am 20. November zu einem Zusammentreffen mit einem preußischen Kontingent im Gefecht von Maxen, bei dem die preußischen Truppen eingekesselt wurden. Der preußische General von Finck kapitulierte einen Tag später und wurde mit rund 14.000 Mann gefangen genommen.
Auf dem westdeutschen Kriegsschauplatz blieb bis zum Jahresende der Status quo weitgehend erhalten; einen Vorstoß des Herzogs von Braunschweig zum Rhein wehrten die Franzosen am 13. April in der Schlacht bei Bergen ab. Am 1. August wehrten die preußischen Verbündeten in der Schlacht bei Minden einen Vorstoß des französischen Hauptkontingents nach Hannover ab. Nach ihrer schweren Niederlage zogen sich die französischen Truppen zurück; dabei erlitten sie weitere Niederlagen.
Frankreich hatte bei den Friedensverhandlungen am Kriegsende keine Verhandlungsmasse, die es gegen seine besetzten Kolonien eintauschen konnte.
Weitere entscheidende Niederlagen erlitten die Franzosen in der Seeschlacht bei Lagos, im September mit dem Verlust von Québec (→Schlacht auf der Abraham-Ebene) und im November in der Seeschlacht in der Bucht von Quiberon. Das Jahr 1759 wurde in Großbritannien deshalb auch als „Annus mirabilis“ bezeichnet.
Am 12. Oktober 1759 wurde in Bütow in Hinterpommern ein vorläufiges Abkommen über den Austausch russischer und preußischer Kriegsgefangener unterzeichnet.

### 1760

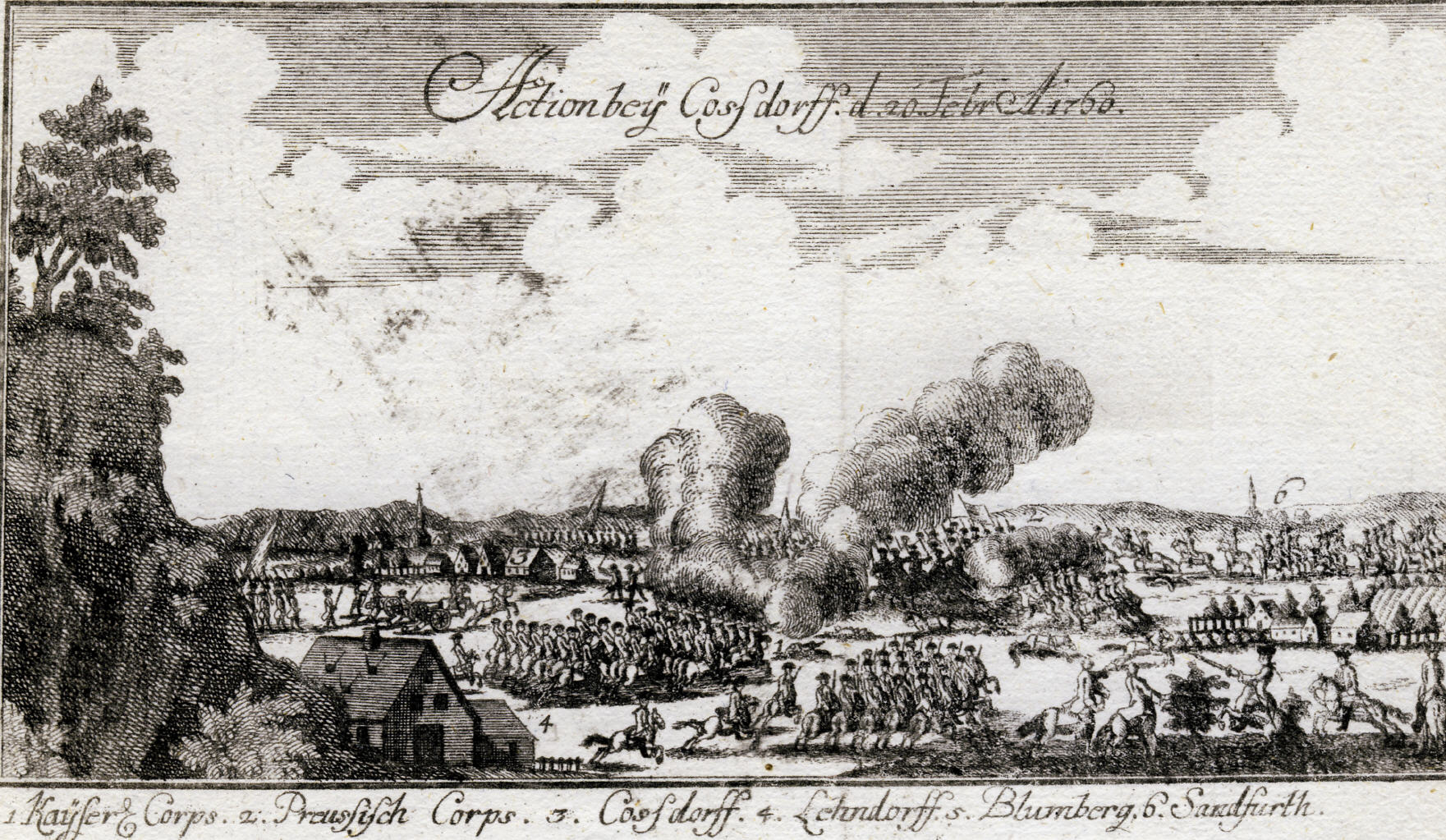
Gefecht bei Koßdorf

Auch 1760 war Preußen angesichts der eigenen Schwäche vorrangig darauf bedacht, seine eigenen sowie die eroberten Gebiete zu halten. Die 1759 sehr erfolgreichen alliierten Truppen im Westen mussten die Preußen bis Anfang Februar mit 10.000 Mann gegen die Reichsarmee unterstützen; dies schwächte Herzog Ferdinand gegen Frankreich.
Österreich wollte zunächst Schlesien wiedergewinnen und zusammen mit den Russen die preußischen Kräfte vernichten. Dementsprechend fielen österreichische Truppen unter von Laudon in Schlesien ein, eroberten wichtige Festungen und schlugen ein preußisches Korps bei Landeshut vernichtend. Gleichzeitig versuchte Friedrich vergeblich, mit starken Kräften Dresden zurückzugewinnen, was zu erheblichen Zerstörungen in der Innenstadt führte.
Der französische Sieg am 28. April gegen die Briten in Quebec in der Schlacht bei Sainte-Foy änderte nichts mehr an der absehbaren französischen Gesamtniederlage in Kanada.
Im heutigen Westdeutschland standen die Alliierten nur noch im östlichen Westfalen mit sehr reduzierten Kräften in Winterquartieren. Die Franzosen lagen am Niederrhein und im südlichen Hessen. Erst im Juni vereinigten sich die französischen Korps in Hessen-Kassel. Der alliierten Niederlage bei Korbach stand ein französischer Verlust bei Emsdorf gegenüber. Trotz des Sieges der alliierten Truppen im paderbornischen Warburg konnten sich die Franzosen in Hessen-Kassel behaupten.
Als österreichische Entsatztruppen unter Daun Dresden entgegenstrebten und Friedrich von den Entwicklungen in Schlesien alarmiert wurde, zog er dorthin ab und Daun folgte ihm. Beiden österreichischen Armeen, die am 15. August von Friedrich angegriffen wurden, gelang eine Vereinigung bei Liegnitz. Den preußischen Truppen gelang ein Sieg und damit die Verbindung zu Truppen unter Prinz Heinrich, der dadurch die russischen Kräfte auf Distanz halten konnte.
Diese Erfolge wurden schnell relativiert, denn den Gegnern Preußens gelang gleichzeitig die Rückeroberung Sachsens durch die Reichsarmee und die kurzzeitige Besetzung Berlins durch die Russen unter Tottleben und Tschernyschew und Österreicher unter Lacy. Friedrich gelang am 3. November in der Schlacht bei Torgau noch einmal ein Befreiungsschlag, indem er die ihm folgenden österreichischen Kräfte unter Daun besiegte und nach Sachsen zurückdrängte. Trotzdem war die Lage Preußens katastrophal, unter anderem waren Ostpreußen, Sachsen und Schlesien in der Hand des Gegners.
Schwedische Truppen setzten sich gleichzeitig im preußischen Teil Vorpommerns fest. Im Herbst wurden alliierte Truppen in der Schlacht bei Kloster Kampen von den Franzosen am Rhein geschlagen.

### 1761
Erneut war Schlesien Kriegsschauplatz. Gegen die anrückenden und sich vereinigenden Österreicher (unter Laudon) und Russen bezog Friedrich II. ein verschanztes Lager in der Nähe von Bunzelwitz. Das preußische Heer stand mit 50.000 Soldaten gegen 132.000 Soldaten der verbündeten Österreicher und Russen. Friedrich II. bemühte sich intensiv um ein gegen Russland und Österreich gerichtetes Bündnis mit dem Türkischen Reich. Bei Kriegsausbruch hatte er, wie schon im Vorjahr, den Türkeikenner Gottfried Fabian Haude unter dem Decknamen eines „Geheimen Kommerzienrates Karl Adolf von Rexin“ zwecks Abschluss eines Handels- und eines Defensivvertrags nach Istanbul geschickt. Dieser erreichte 1761, trotz Verhandlungen um ein Militärbündnis, nur den Abschluss eines „Freundschafts und Handelsvertrags“ mit Preußen.
Das Lager von Bunzelwitz konnte den ganzen Sommer gegen die mit Versorgungsschwierigkeiten kämpfenden Verbündeten gehalten werden. Die Russen zogen im September zermürbt ab, aber auch die Preußen, so dass die wichtige Festung Schweidnitz zusammen mit Oberschlesien in die Hände der Österreicher fiel.
In Hinterpommern eroberten die Russen Kolberg, aber in Vorpommern gelang es den Preußen, sich gegen die Schweden zu behaupten. Auf dem westdeutschen Kriegsschauplatz passierte wenig, was insbesondere an der schwindenden Kraft des französischen Staates lag.
So hatte Preußen in diesem Jahr Glück, dass seine Gegner zu keinem entscheidenden Schlag in der Lage waren. Dennoch war die Lage Preußens weiterhin kritisch. Hinzu kam noch, dass die britische Regierung nach dem Sturz von William Pitt im Dezember die Subsidienzahlungen einstellte.
Unterdessen hatte Frankreich, unter seinem Außenminister Choiseul, den Druck auf das bisher neutral gebliebene Spanien zu einer Neuauflage des bourbonischen Familienpakts erhöht. Gleichzeitig verhandelte Paris jedoch heimlich mit London, eben diesen Pakt aufzulösen. Spaniens Haltung änderte sich erst mit dem Tod König Ferdinand VI. Sein Nachfolger Karl III. glaubte, im Falle einer französischen Niederlage, das Mächtegleichgewicht in Europa bedroht und die eigenen überseeischen Besitzungen, vor allem in Amerika und in der Karibik, von britischen Ansprüchen gefährdet. So willigte Spanien am 15. August 1761 in den sogenannten Dritten bourbonischen Hausvertrag ein. Diesem gleichzeitig defensiv wie offensiv ausgerichteten Bündnis traten ferner das Herzogtum Parma und die in Personalunion regierten Königreiche Siziliens und Neapels bei. Im September 1761 erfuhr London, dank auf See abgefangener offizieller spanischer Korrespondenz, von Madrids Absicht, ihm am 1. Mai 1762 den Krieg erklären zu wollen. London kam dem, am 2. Januar 1762, mit ihrer eigenen Kriegserklärung an Spanien zuvor.

### 1762

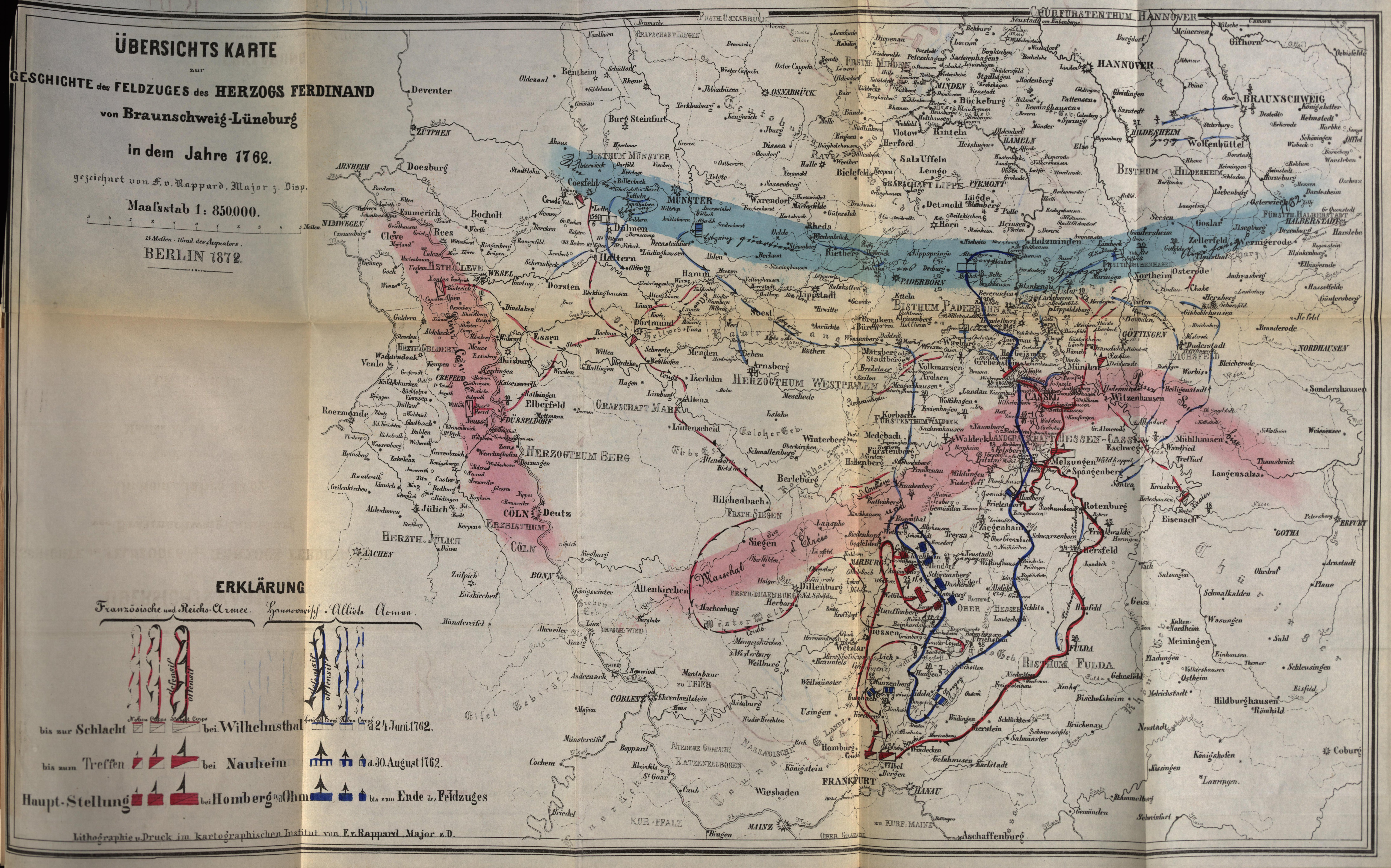
Übersichtskarte zur Geschichte des Feldzugs des Herzogs Ferdinand von Braunschweig-Wolfenbüttel im Jahre 1762

Entlastung erlangte Friedrich durch ein Ereignis, das oft fälschlicherweise mit seinem damals schon zwei Jahre alten Wort vom „Mirakel des Hauses Brandenburg“ in Zusammenhang gebracht wird: Nach dem Tod der Zarin Elisabeth am 5. Januar folgte ihr Neffe, ein Bewunderer Friedrichs, als Peter III. auf den Thron. Nachdem er den preußischen Schwarzer Adlerorden und weitere Ehrungen erhalten hatte, schloss er am 5. Mai mit Preußen den Frieden von Sankt Petersburg. Ohne dafür eine Gegenleistung erbringen zu müssen, erhielt Friedrich das bereits russisch annektierte Ostpreußen (Königreich Preußen) sowie die russisch besetzten Gebiete Hinterpommerns und der Neumark zurück. Am 22. Mai schloss Schweden sich im Frieden von Hamburg an. Am 1. Juni unterzeichnete Zar Peter III. sogar einen Bündnisvertrag mit Preußen. Nach der Ermordung des Zaren, am 17. Juli, zog jedoch dessen Nachfolgerin, Katharina II., jenes russische Korps wieder ab, das Ende Juni zu Friedrichs Armee gestoßen war. Den Frieden beließ sie in Kraft, nicht aber das Bündnis. Durch die frei werdenden Kräfte erstarkt, gelang es Friedrich, die Österreicher aus Schlesien und Sachsen zu verdrängen. Er schlug Daun, dem die Neutralisierung der Russen nicht bekannt war, am 21. Juli bei Burkersdorf und konnte Schweidnitz besetzen. Bei Freiberg kam es am 29. Oktober 1762 zur letzten Schlacht zwischen Österreich und Preußen. Die Preußen unter Prinz Heinrich siegten, womit ihnen die Rückgewinnung Sachsens gelang.
Am 24. November 1762 beendete auf sächsische Vermittlung ein Waffenstillstand die Kampfhandlungen zwischen Preußen und Österreich.
Im Sommer stießen französische Truppen letztmals nach Nordhessen vor, wurden jedoch am 24. Juni in der Schlacht bei Wilhelmsthal (heute zur Gemeinde Calden) und am 23. Juli in der Schlacht bei Lutterberg mit Kriegsschauplätzen dies- und jenseits der Fulda bei Lutterberg (heute zu Staufenberg in Niedersachsen) und nahe Knickhagen (heutiger Gemeindeteil von Fuldatal) am Fulda-Zufluss Osterbach verlustreich besiegt. Ein letzter Versuch, doch noch über Nordhessen bis Hannover durchzustoßen, scheiterte mit der Schlacht an der Brücker Mühle am 21. September 1762, als den Franzosen der Übergang über die Ohm bei Amöneburg verwehrt wurde.
Auf der Iberischen Halbinsel scheiterte eine spanische Invasion Portugals, einem Verbündeten Großbritanniens (Guerra Fantástica): Im Mai waren Spanier von Galicien aus in Nordportugal eingefallen und hatten Bragança besetzt, von Zamora aus vorstoßende Truppen eroberten im August die portugiesische Grenzstadt Almeida. Im Gegenzug besetzten die durch ein britisches Kontingent unter Graf Wilhelm von Schaumburg-Lippe verstärkten Portugiesen die spanische Grenzstadt Valencia de Alcantara. In Übersee fielen nach der Belagerung von Havanna und der Einnahme von Manila zwei strategische spanische Schlüsselstellungen an die Briten. Nach weiteren kleineren, zumeist erfolglosen Angriffen beider Seiten wurde Ende November 1762 ein Waffenstillstand zwischen Spanien, Portugal und Großbritannien vereinbart.

## Verlauf in Übersee und in den Kolonien

### Nordamerika

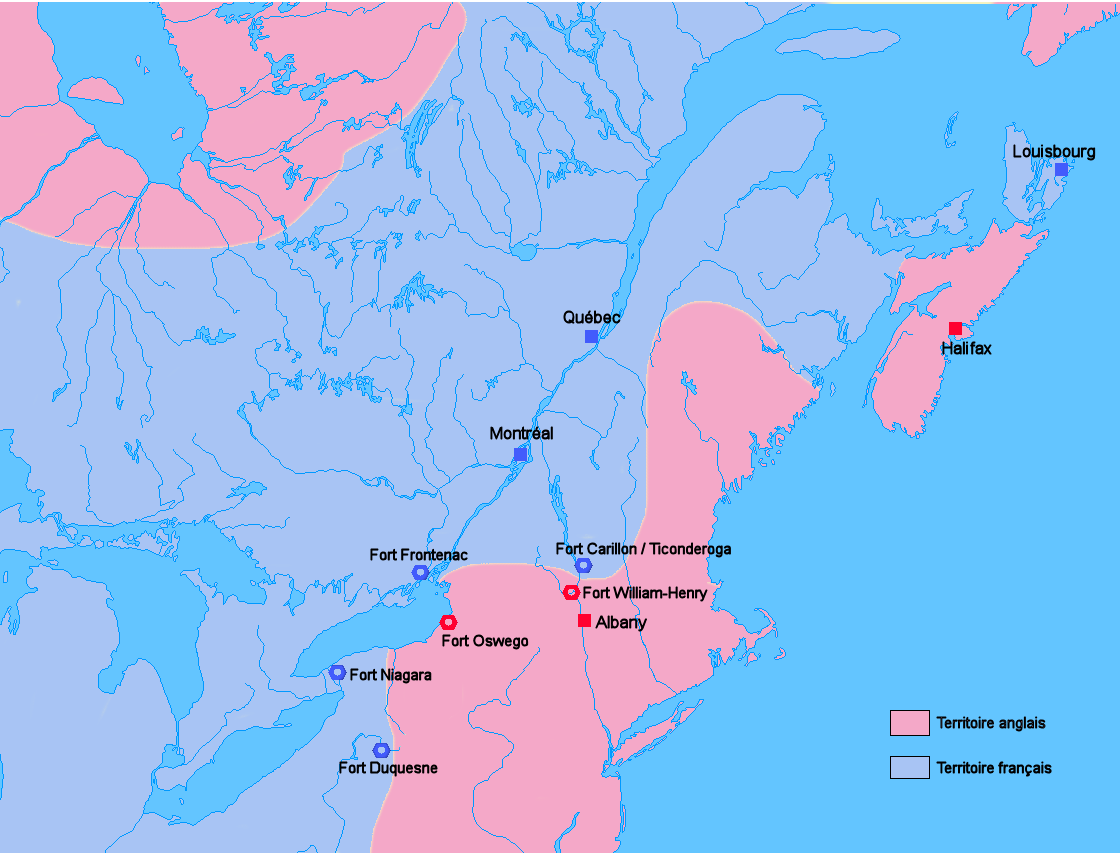
Englisches und französisches Territorium in Nordamerika vor Beginn des Krieges

In Nordamerika begannen die Feindseligkeiten (→ Siebenjähriger Krieg in Nordamerika) bereits 1754. Das Kriegsglück neigte sich zunächst den Franzosen zu. Bereits 1755 hatten sie eine britische Abteilung in der Schlacht am Monongahela besiegt, am 15. August 1756 eroberten sie unter Marquis de Montcalm das britische Fort Oswego und brachten damit das gesamte Gebiet um den Ontariosee unter französische Kontrolle.
Ab dem Sommer 1758 wendete sich das Blatt: Die Briten spielten nun ihre zahlenmäßige Überlegenheit aus und begannen einen Mehr-Fronten-Krieg. Ende des Jahres eroberten sie das Ohiogebiet, stießen dann zu den Großen Seen vor und begannen schließlich die Invasion Kanadas. Die Vernichtung der französischen Flotte im August bzw. November 1759, in den Seeschlachten von Lagos und Quiberon, schnitt das französische Hauptsiedlungsgebiet Neufrankreich von Europa ab. Die Briten eroberten daraufhin 1759 Québec und 1760 Montreal. Damit war der Krieg in Nordamerika in der Hauptsache entschieden.

### Karibik
Nach gegenseitigen Kriegserklärungen eroberte Großbritannien nach einer verlustreichen Belagerung im August 1762 auf Kuba das spanisch besetzte Havanna. Die britische Position in der Karibik sowie Zuckerproduktion und -handel wurden hingegen 1760–1761 durch einen der größten Sklavenaufstände des 18. Jahrhunderts, Tacky’s Rebellion, geschwächt.

### Indien
Auf dem indischen Subkontinent erwiesen sich die Briten gegenüber den Franzosen und ihren lokalen Verbündeten von Anfang an als überlegen. Hauptakteure im Dritten Karnatischen Krieg waren die Französische Ostindienkompanie und die Britische Ostindienkompanie. Ein entscheidender Sieg gelang den Briten unter Robert Clive bereits in der Schlacht bei Plassey am 23. Juni 1757. Weitere britische Erfolge brachten die Schlacht bei Wandiwash am 22. Januar 1760 sowie die Eroberung von Pondichéry am 15. Januar 1761. Damit waren die wichtigsten Besitzungen Französisch-Indiens in britischer Hand.

### Philippinen
Am 23. September 1762 landeten in Manila britische Truppen und begannen die britische Invasion der spanischen Philippinen. Bei der darauffolgenden Schlacht um Manila wurden große Teile der Stadtfestung Intramuros zerstört. Die britische Operation endete erst im Februar 1764 mit der Rückgabe Manilas an die Spanier. In der Ilocos-Region, im Nordwesten des Landes auf der Hauptinsel Luzon, nutzten einheimische Rebellen unter Diego Silang die Möglichkeit zum Aufstand gegen die Besatzung.

### Afrika
Großbritannien eroberte Anfang Mai 1758 die Handelsniederlassung Fort Louis im französischen Senegal.

## Britischer Präliminarfrieden mit Frankreich
Nachdem es die eigenen Kriegsziele weitgehend erreicht gesehen hatte, schloss Großbritannien am 24. September 1762 in Fontainebleau einen Präliminarfrieden mit Frankreich. Preußen war vorher nicht konsultiert worden – ein offener Verstoß gegen die Konvention von Westminster: London hatte seinen Festlandsdegen fallen lassen.

## Friedensverträge von 1763
Großbritannien und Portugal schlossen am 10. Februar den Frieden von Paris mit Frankreich und Spanien.
Am 15. Februar 1763 schloss Preußen mit seinen Gegnern Österreich und Sachsen den Frieden von Hubertusburg. Preußens König Friedrich II. der Große unterzeichnete die Schlussakte des Friedensabkommens zum Siebenjährigen Krieg am 21. Februar 1763 im Schloss Dahlen, wo er während der Verhandlungen residierte. Der Status quo ante bellum wurde wiederhergestellt.

## Auswirkungen

### Politische Folgen

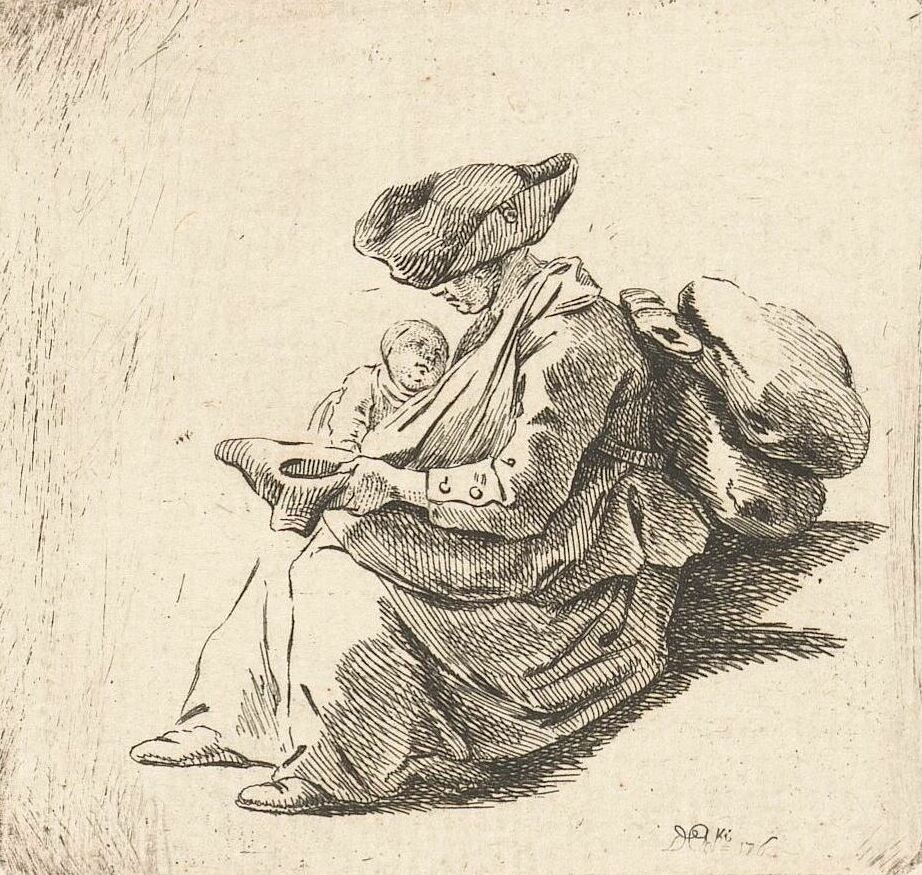
Das bettelnde Soldatenweib, Kupferstich von Daniel Chodowiecki, 1764

Preußen hatte sich durch den Krieg als fünfte Großmacht im europäischen Mächtekonzert etabliert. Der mit den Schlesischen Kriegen begonnene Gegensatz zu Österreich blieb, von der Phase der gemeinsamen Gegnerschaft zu Napoleon abgesehen, bis zum Krieg von 1866 für die deutsche Politik grundlegend (Deutscher Dualismus) und mündete bald darauf in den Bayerischen Erbfolgekrieg.
Frankreich, das durch den Krieg schwer verschuldet war, misslang der Erwerb der Österreichischen Niederlande (heute Belgien), die von Österreich als Kompensation für die Hilfe bei der Wiedergewinnung Schlesiens zugesagt waren. Die Friedensbestimmungen brachten ferner den Verlust des größten Teils des ersten französischen Kolonialreiches mit sich. So mussten alle nordamerikanischen Besitzungen östlich des Mississippi und alle indischen Besitzungen und Einflusszonen bis auf isolierte Siedlungen an die Briten abgetreten werden. Der sich daraus speisende französische Revanchismus war ein Grund für die Unterstützung der rebellierenden Kolonien im Amerikanischen Unabhängigkeitskrieg. Nicht zuletzt aber war die seit dem Siebenjährigen Krieg nicht mehr zu bewältigende Staatsverschuldung in Frankreich auch eine der Ursachen für den Ausbruch der Französischen Revolution.
Großbritannien war seit dem Krieg verstärkt in die europäische Kontinentalpolitik involviert. In Nordamerika wurden die neu erworbenen Gebiete zwischen Allegheny Mountains und Ohio beziehungsweise Mississippi zum Schutz der dort lebenden und im Krieg mit Großbritannien verbündeten nordamerikanischen Indianergesellschaften nicht zur Besiedlung freigegeben. Das, und die neuen Steuern, durch welche die Siedler in den Kolonien an den Kosten des Krieges beteiligt werden sollten, führte zu Konflikten mit der Kolonialmacht, die schließlich im Amerikanischen Unabhängigkeitskrieg gipfelten.
Laut der Historikerin Ute Planert entstand in den Jahren des Siebenjährigen Krieges und danach der deutsche Nationalismus, auch wenn eine deutsche Nation noch gar nicht existierte. Das Vaterland (als welches von Aufklärern wie Thomas Abbt (1738–1766) Preußen angesehen wurde) sei als „exklusive und homogene Gemeinschaft“ konstruiert worden, die den Anspruch erheben konnte, gegenüber anderen Gemeinschaften wie Religion oder Familie höherrangig zu sein und die fortan als oberste Legitimationsinstanz galt.

### Wirtschaftliche Folgen

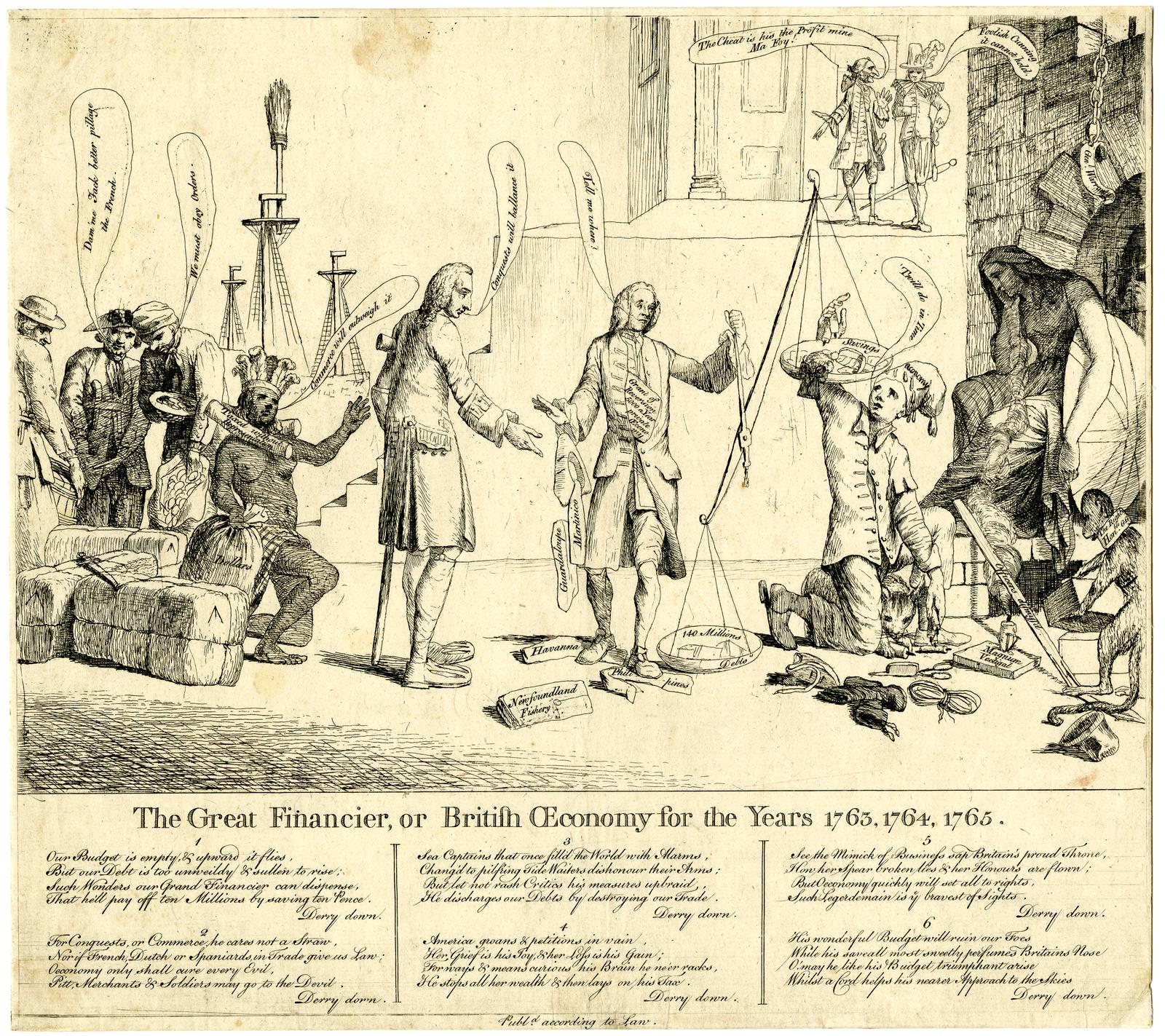
Regierungskritische Karikatur auf die britischen Staatsschulden infolge des Siebenjährigen Krieges

Für die Bevölkerung der beteiligten Staaten in den Kriegsgebieten hatte der Krieg zum Teil katastrophale Auswirkungen. Der Verlust an Soldaten war immens – so verlor allein Preußen 180.000 Mann. Auch die Zivilbevölkerung wurde dezimiert, insbesondere in den am stärksten betroffenen Gebieten wie Sachsen oder Pommern. Sachsen hatte als von Preußen besetztes Gebiet auch sehr stark unter Plünderungen, Zwangsrekrutierungen und Kontributionszahlungen zu leiden.
Für das Königreich Großbritannien wurden die Kriegsausgaben mit 161 Millionen Pfund (umgerechnet 1932 Millionen Livre) beziffert, für Frankreich 700 Millionen Livre und für Preußen wurden 120 Millionen Reichstaler (umgerechnet 360 Millionen Livre) errechnet.
Étienne de Silhouette war französischer Generalkontrolleur der Finanzen, Contrôleur général des finances unter Ludwig XV. Er hatte diese administrative Funktion vom 4. März bis zum 21. November 1759 inne. Er sollte die durch den Siebenjährigen Krieg zerrütteten Finanzen wieder in Ordnung bringen. Nachdem er allerdings Steuern auf Land und andere Zeichen von Wohlhabenheit für reiche Adlige eingeführt – Adel und Kirche wurden damals nicht besteuert – Pensionen der Adligen gekürzt sowie andere Maßnahmen wie das Einschmelzen von Gold- und Silberwaren unter Kriegsrecht durchgesetzt hatte, erntete er heftige Opposition und wurde am 21. November 1759 von seinem Amt wieder entbunden. Sein Nachfolger im Amt wurde Henri-Léonard Bertin.
Mit dem Beginn des Krieges wurde in Frankreich ein zweites Mal eine Vingtième oder Zwanzigste eingesetzt. Ursprünglich vom Generalkontrolleur der Finanzen contrôleur général des finances Jean Baptiste de Machault d’Arnouville eingeführt, war sie eine direkte Steuer des absolutistischen Ancien Régimes. Im Verlaufe des Krieges wurde 1760 eine dritte Vingtième eingeführt. Bei Kriegsende 1763 entfiel die letzte Vingtième, während die beiden anderen ersetzt wurden.
Der Siebenjährige Krieg, so der spätere Finanzminister unter Ludwig XV. und Generaldirektor der Finanzen, Jacques Necker, stürzte das Königreich Frankreich nach drei Jahren Kampf in die Insolvenz (Oktober 1759).

### Bevölkerungspolitische Auswirkungen
Obgleich der Siebenjährige Krieg nicht zu den lang andauernden militärischen Auseinandersetzungen zählte, waren doch enorme Verluste an Menschenleben zu verzeichnen. Allein für den europäischen Kriegsschauplatz werden insgesamt 550.000 Gefallene und durch die Kampfhandlungen tödlich Verwundete registriert. Schlüsselt man die Zahlen der gefallenen Kriegsteilnehmer nach einzelnen Nationen auf, so ergeben sich für Preußen 180.000, für Österreich 140.000, für Russland 120.000, für Frankreich 70.000 und 40.000 für das Königreich Großbritannien und die restlichen Nationen, wie die deutschen Fürstentümer, Schweden, Spanien und Portugal. In etwa gleicher Höhe, also bei über einer halben Million, lagen die Zahlen für die Verluste der Zivilbevölkerung, so für Preußen bei 320.000 und für Österreich bei 160.000. Die Bevölkerungsverluste wurden in Preußen rasch ausgeglichen, 1767 lag die Einwohnerzahl bereits um 111.000 höher als vor dem Krieg. Grund hierfür waren die hohe Geburtenrate, die Rückkehr der Kriegsflüchtlinge und Verschleppten sowie der Zuzug aus dem Ausland, der von der Regierungsseite im Rahmen ihrer Peuplierungspolitik gefördert wurde.

## Rezeption in der Kunst

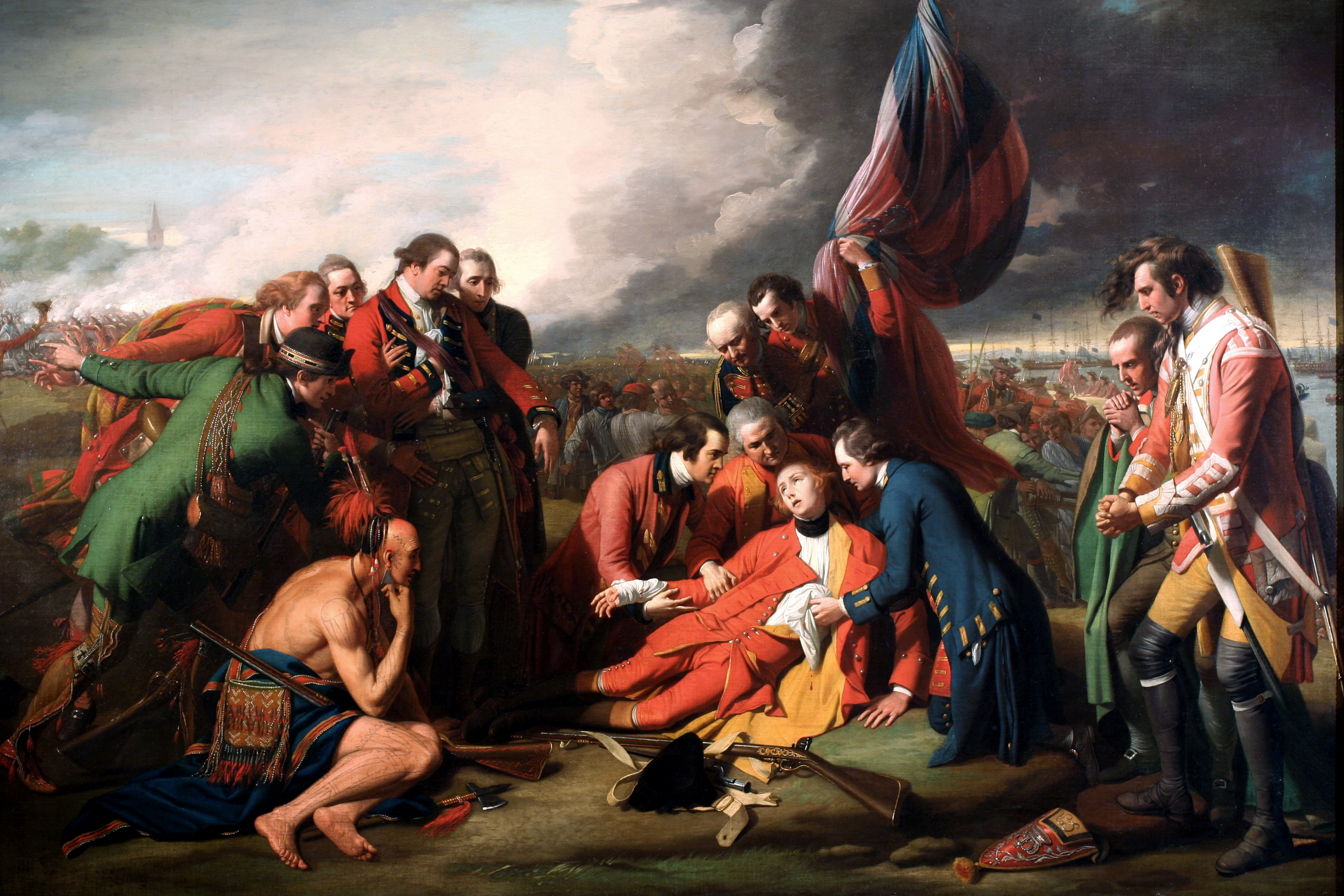
Schlacht auf der Abraham-Ebene: Tod des Generals Wolfe. Gemälde von Benjamin West, 1770.

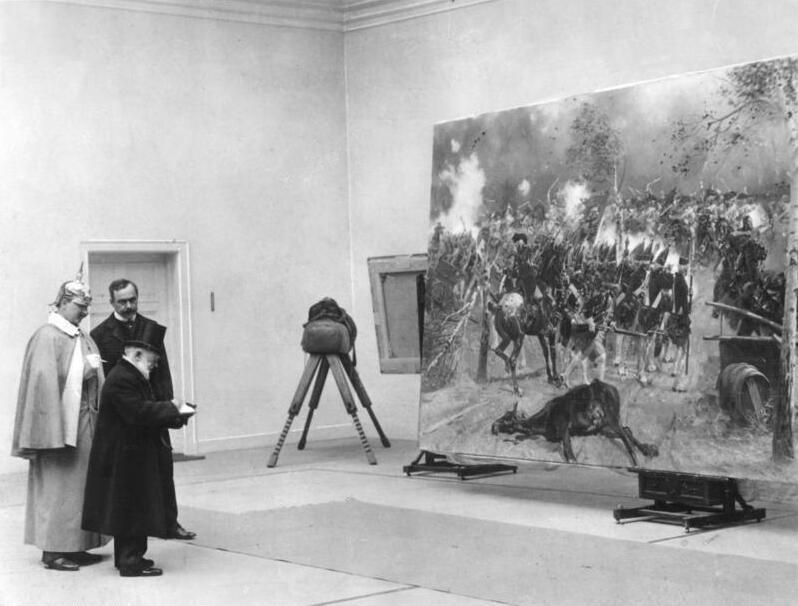
Der Siebenjährige Krieg war ein wichtiges Sujet in der Historienmalerei des 19. Jahrhunderts: Kaiser Wilhelm II. mit Adolph Menzel (mit Zylinder) vor Adalbert von Kossaks Gemälde Attacke der Garde du Corps bei Zorndorf im Jahr 1900.

Zu den Friedensfeiern des Jahres 1763 entstanden zahlreiche Kompositionen. Erhalten hat sich zum Beispiel ein oratorienartiges „Sing-Gedicht“ von Georg Philipp Telemann, das „bey dem Hamburgischen Friedens-Feste“ aufgeführt wurde, mit dem Titel Gott, man lobt dich in der Stille (TVWV 14:12). Anlässlich des Friedens von Paris schrieb der Komödiendichter Charles-Simon Favart im Auftrag des französischen Außenministers das Stück Der Engländer in Bordeaux, welches im März uraufgeführt wurde.
1763 begann Gotthold Ephraim Lessing mit dem Schreiben des Lustspiels Minna von Barnhelm oder das Soldatenglück, das 1767 erschien und aufgeführt wurde. Das Stück spielt in der Zeit unmittelbar nach dem Krieg und behandelt das Schicksal eines Soldaten.
Die Handlung des 1826 erschienenen Romans Der letzte Mohikaner von James Fenimore Cooper ist in Nordamerika in der Zeit des sogenannten Massakers von Fort William Henry im Jahr 1757 angesiedelt. Der Maler Benjamin West schuf mit dem Historiengemälde Tod des Generals Wolfe (1770) eine der bekanntesten Darstellungen des Siebenjährigen Krieges in der bildenden Kunst.
Der Titelheld von William Makepeace Thackerays Roman Die Memoiren des Junkers Barry Lyndon (ab 1844) gerät als britischer Söldner in die Wirren des Siebenjährigen Krieges. Stanley Kubrick verfilmte den Roman im Jahre 1975 (Barry Lyndon).
Der Künstler Adolph Menzel überlieferte Ansichten der sterblichen Überreste von gefallenen Offizieren des Krieges. Seine Leichenporträts, die 1873 anlässlich der Öffnung der Grabgewölbe unter der Garnisonkirche in Berlin entstanden, zeigen unter anderem den mumifizierten Leichnam von Feldmarschall James Keith.
Die in der Zeit des Nationalsozialismus zu Propagandazwecken gedrehten Spielfilme Fridericus – Der alte Fritz (1937) und Der große König (1940/42), beide mit Otto Gebühr als Friedrich II., verherrlichen den Preußenkönig und schildern den Siebenjährigen Krieg aus preußischer Sicht.